# Guerra antitanque

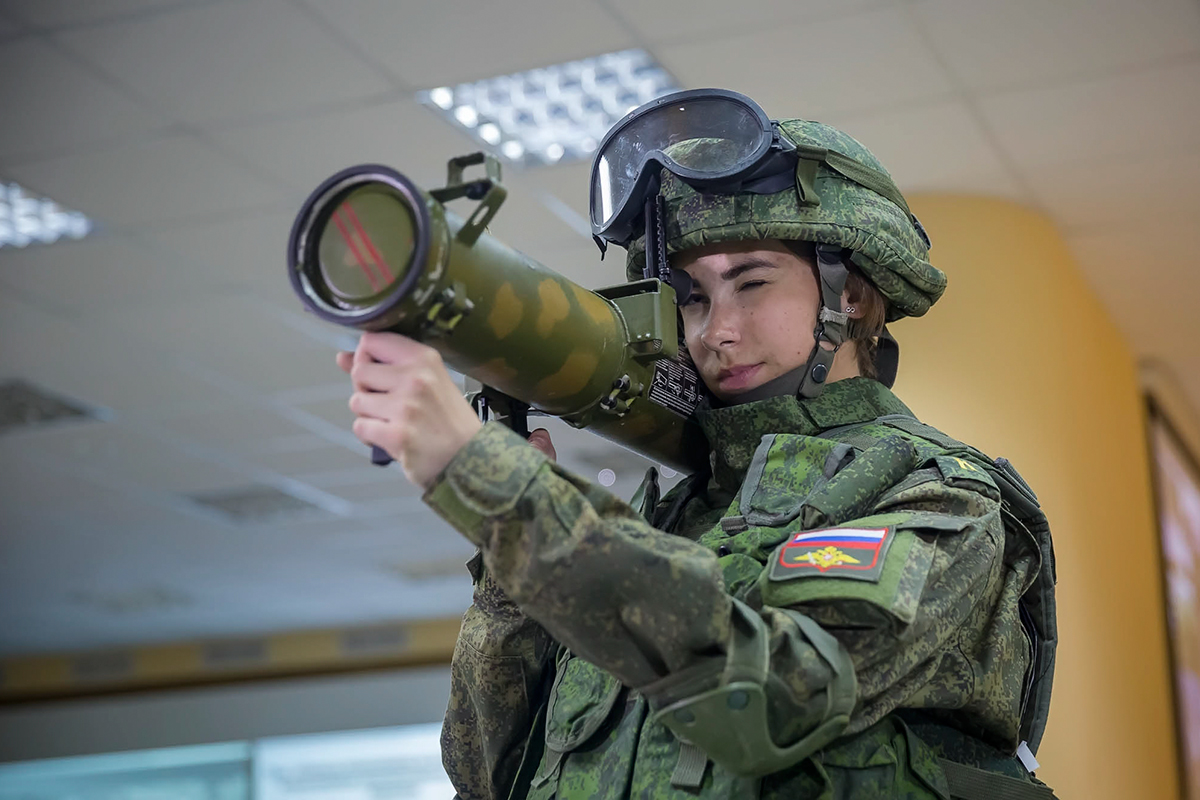
Uma cadete russa com um lançador RPG-27.

A guerra antitanque ou guerra anticarro surgiu durante a Primeira Guerra Mundial a partir do desejo de desenvolver tecnologia e táticas para destruir tanques. Depois que os Aliados implantaram os primeiros tanques em 1916, o Império Alemão introduziu as primeiras armas antitanque.  A primeira arma antitanque desenvolvida foi um rifle de ferrolho ampliado, o Mauser 1918 T-Gewehr, que disparava uma munição de cartucho de 13,2mm com uma bala sólida que podia penetrar a fina blindagem usada pelos tanques naquela época e destruir o motor ou ricochetear em seu interior, matando os ocupantes.  Como os tanques representam a projeção da força inimiga em terra, os estrategistas militares incorporaram a guerra antitanque à doutrina de quase todos os serviços de combate desde então. As armas antitanque mais predominantes no início da Segunda Guerra Mundial, em 1939, incluíam canhões montados em tanques, canhões antitanque e granadas antitanque usadas pela infantaria e aeronaves de ataque ao solo.

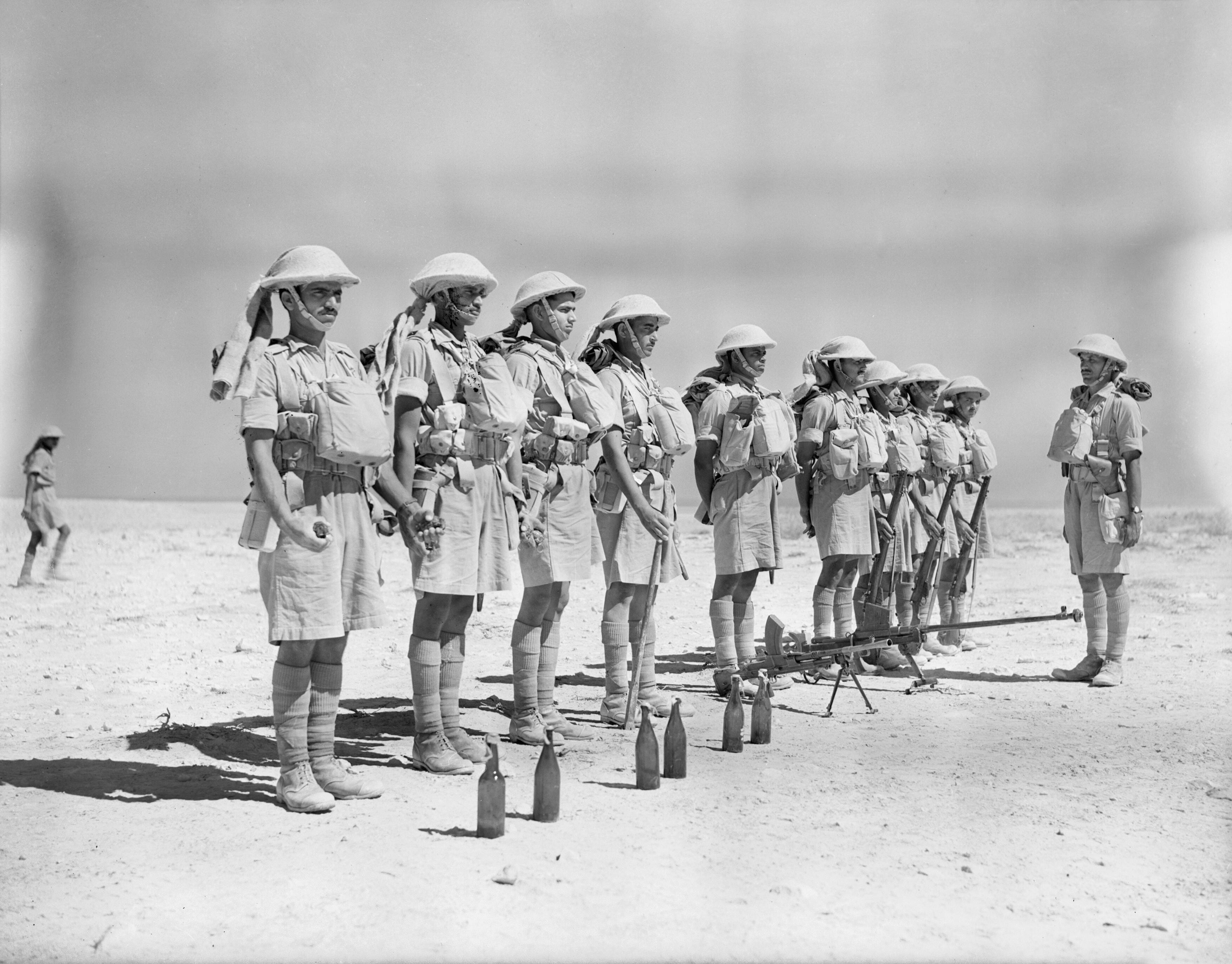
Grupo de combate de caça a tanques do Exército Indiano Britânico com um fuzil antitanque e coquetéis molotov no Norte da África, em 6 de outubro de 1940

A guerra antitanque evoluiu rapidamente durante a Segunda Guerra Mundial, levando a armas portáteis de infantaria, como a bazuca, engenharia de combate antitanque, aeronaves antitanque especializadas e canhões antitanque autopropulsados (caça-tanques). Tanto o Exército Vermelho Soviético quanto o Exército Alemão desenvolveram métodos de combate a ofensivas lideradas por tanques, incluindo a implantação de armas antitanque estáticas embutidas em posições defensivas profundas, protegidas por obstáculos antitanque e campos minados, e apoiadas por reservas antitanque móveis e por aeronaves de ataque ao solo.

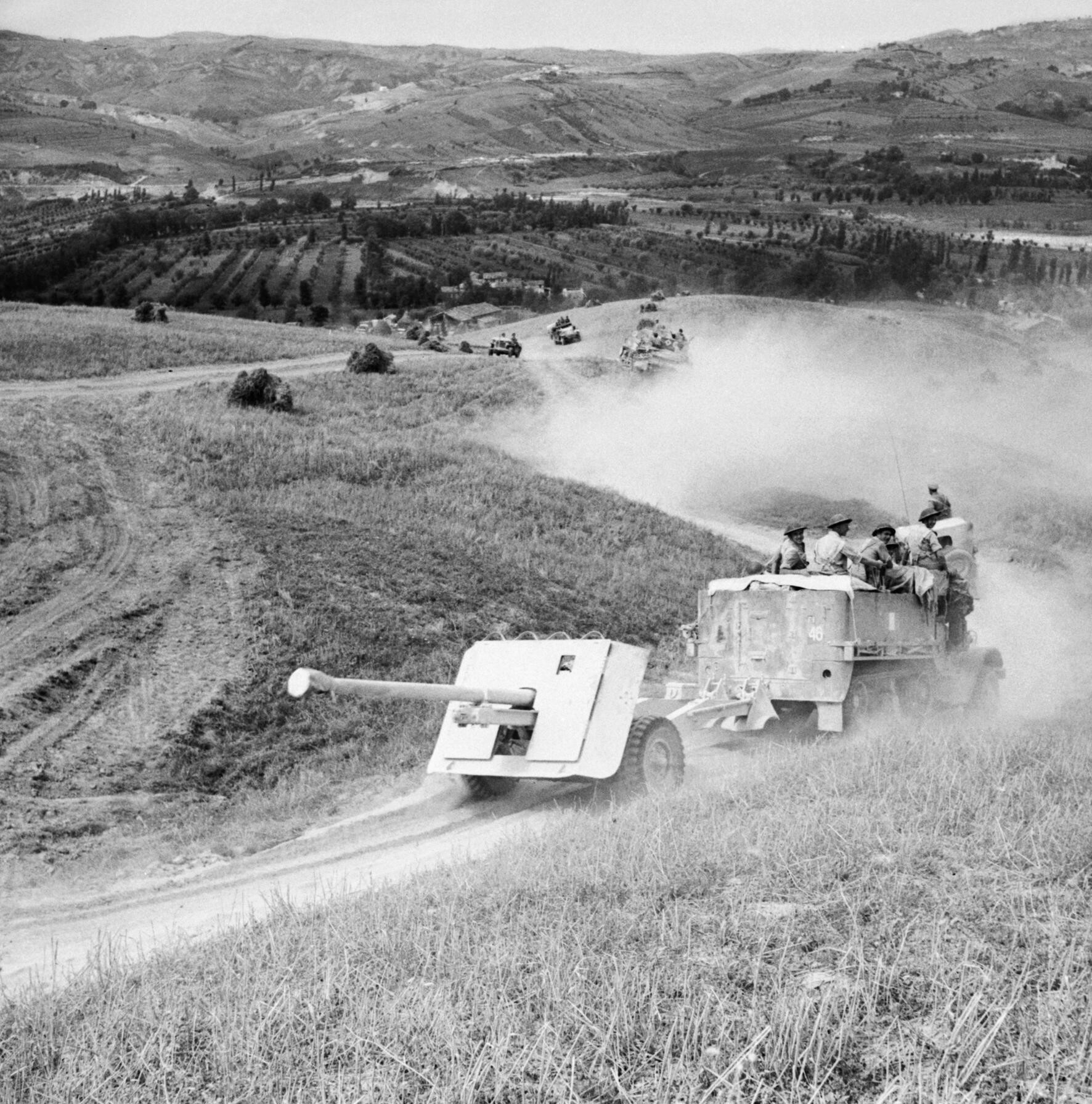
Um canhão antitanque britânico de 17 libras rebocado por um meia-lagarta na Itália, em 1º de setembro de 1944

Durante a Guerra Fria de 1947-1991, os Estados Unidos, a União Soviética e outros países contemplaram a possibilidade de uma guerra nuclear. Embora a tecnologia anterior tivesse se desenvolvido para proteger as tripulações de veículos blindados de projéteis e danos explosivos, agora surgia o perigo da radiação. Nos países da OTAN, pouco ou nenhum desenvolvimento ocorreu na definição de uma doutrina de como usar forças armadas sem o uso de armas nucleares táticas. Na esfera de influência soviética, a doutrina legada de manobra operacional foi teoricamente examinada para entender como uma força liderada por tanques poderia ser usada mesmo com a ameaça de uso limitado de armas nucleares em possíveis campos de batalha europeus. O Pacto de Varsóvia chegou à solução da guerra de manobras ao mesmo tempo em que aumentou enormemente o número de armas antitanque. Para conseguir isso, teóricos militares soviéticos como Vasily Sokolovsky (1897–1968) perceberam que as armas antitanque tinham que assumir um papel ofensivo em vez do papel tradicionalmente defensivo usado na Grande Guerra Patriótica (1941–1945), tornando-se mais móveis. Isso levou ao desenvolvimento de mísseis antitanque guiados aprimorados, embora trabalhos de design semelhantes tenham progredido na Europa Ocidental e nos Estados Unidos.
Ambos os lados da Guerra Fria também reconheceram a utilidade de armas antitanque leves, e isso levou ao desenvolvimento de armas portáteis para uso por esquadrões de infantaria, enquanto mísseis mais pesados foram montados em caça-tanques dedicados, incluindo helicópteros antitanque dedicados, e mísseis antitanque guiados ainda mais pesados lançados de aeronaves. Os projetistas também desenvolveram novas variedades de munições de artilharia na forma de obuses de ataque superior e projéteis que eram usados para saturar áreas com pequenas bombas antiblindadas. Helicópteros também poderiam ser usados para lançar rapidamente minas antitanque espalhadas.
Desde o fim da Guerra Fria em 1992, novas ameaças a tanques e outros veículos blindados incluem dispositivos explosivos improvisados (IED) detonados remotamente, usados em guerra assimétrica e sistemas de armas como o RPG-29 e o FGM-148 Javelin, que podem derrotar blindagem reativa ou blindagem de projéteis. Ambos os sistemas de armas usam uma ogiva tandem, onde o primeiro estágio da ogiva ativa a blindagem reativa, e o segundo estágio derrota a blindagem de obus por meio de uma carga antitanque de alto explosivo (HEAT). Durante a invasão russa da Ucrânia, drones e munições flutuantes atacaram e destruíram tanques.

## Ameaça dos tanques
A guerra antitanque surgiu como uma contramedida à ameaça do aparecimento de tanques nos campos de batalha da Frente Ocidental da Primeira Guerra Mundial. O tanque foi desenvolvido para anular o sistema alemão de trincheiras e permitir o retorno à manobra contra os flancos inimigos e atacar a retaguarda com cavalaria.
O uso do tanque baseava-se principalmente na suposição de que, uma vez que eles conseguissem eliminar as linhas de trincheiras alemãs com suas metralhadoras e posições de apoio de infantaria, a infantaria aliada seguiria e tomaria a brecha, e a cavalaria exploraria a brecha nas linhas de trincheiras atacando nas profundezas do território controlado pelos alemães, eventualmente capturando as posições de artilharia de campanha e interditando a logística e as reservas que estavam sendo trazidas das áreas de retaguarda. Tripulações navais inicialmente acostumadas a operar os canhões e metralhadoras navais instalados foram substituídos por militares do Exército, que estavam mais cientes das táticas de infantaria com as quais os tanques deveriam cooperar. Entretanto, não havia meios de comunicação entre a tripulação do tanque e a infantaria que o acompanhava, ou entre os tanques que participavam do combate. Os rádios ainda não eram portáteis ou robustos o suficiente para serem montados em um tanque, embora transmissores de código Morse tenham sido instalados em alguns Mark IV em Cambrai como veículos de mensagens.  A instalação de um telefone de campanha na parte traseira só se tornaria uma prática na guerra seguinte. Com o maior uso de tanques por ambos os lados, percebeu-se que a infantaria que os acompanhava poderia ser forçada a recuar por meio de fogo de emboscada, separando-os assim dos tanques, que continuariam a avançar, acabando por se ver expostos a ataques aproximados da infantaria e dos sapadores alemães.
Os primeiros tanques eram mecanicamente rudimentares. A  blindagem de 6 a 12milímetros de espessura geralmente impedia a penetração de tiro de armas portáteis e fragmentos de obuses. Entretanto, mesmo um tiro de artilharia de campanha ou um impacto de morteiro poderia facilmente desabilitar ou destruir o tanque: se o tanque de combustível fosse rompido, a tripulação do tanque poderia ser incinerada. Uma arma de grande calibre foi reconhecida como uma necessidade tática para atacar posições de metralhadoras e derrotar quaisquer peças de infantaria encontradas nas linhas de trincheira, o que poderia facilmente desativar as lagartas dos tanques com a munição HE. Isto foi conseguido através da montagem de um canhão naval leve de 57mm Hotchkiss de 6 libras e 1,5m de diâmetro nas barbetas do casco. A engenharia do casco e das lagartas era amplamente ditada pelo terreno — a necessidade de atravessar valas largas — embora a relação entre a pressão do solo e a mecânica do veículo no solo não tenha sido resolvida até a Segunda Guerra Mundial. Torres foram posteriormente introduzidas em tanques médios e leves para reagir a emboscadas durante o avanço.

## Primeira Guerra Mundial
O tanque, quando apareceu na Frente Ocidental em setembro de 1916, foi uma surpresa para as tropas alemãs, mas não para o Estado-Maior Alemão. O Estado-Maior do Exército Francês criticou duramente o uso inicial dos veículos Mark I pelo Exército Britânico em pequenos números, porque os testes franceses mostraram que os veículos blindados eram altamente não confiáveis. Eles julgaram que grandes números teriam que ser empregados para sustentar uma ofensiva, apesar das perdas por falhas mecânicas ou veículos afundando em terrenos intransitáveis da terra de ninguém. Essas perdas, somadas às do fogo de artilharia inimiga, chegaram a 70% das máquinas iniciais durante algumas operações. A mobilização de pequenos números de tanques faria com que os Aliados perdessem o elemento surpresa, permitindo que os alemães desenvolvessem contramedidas.

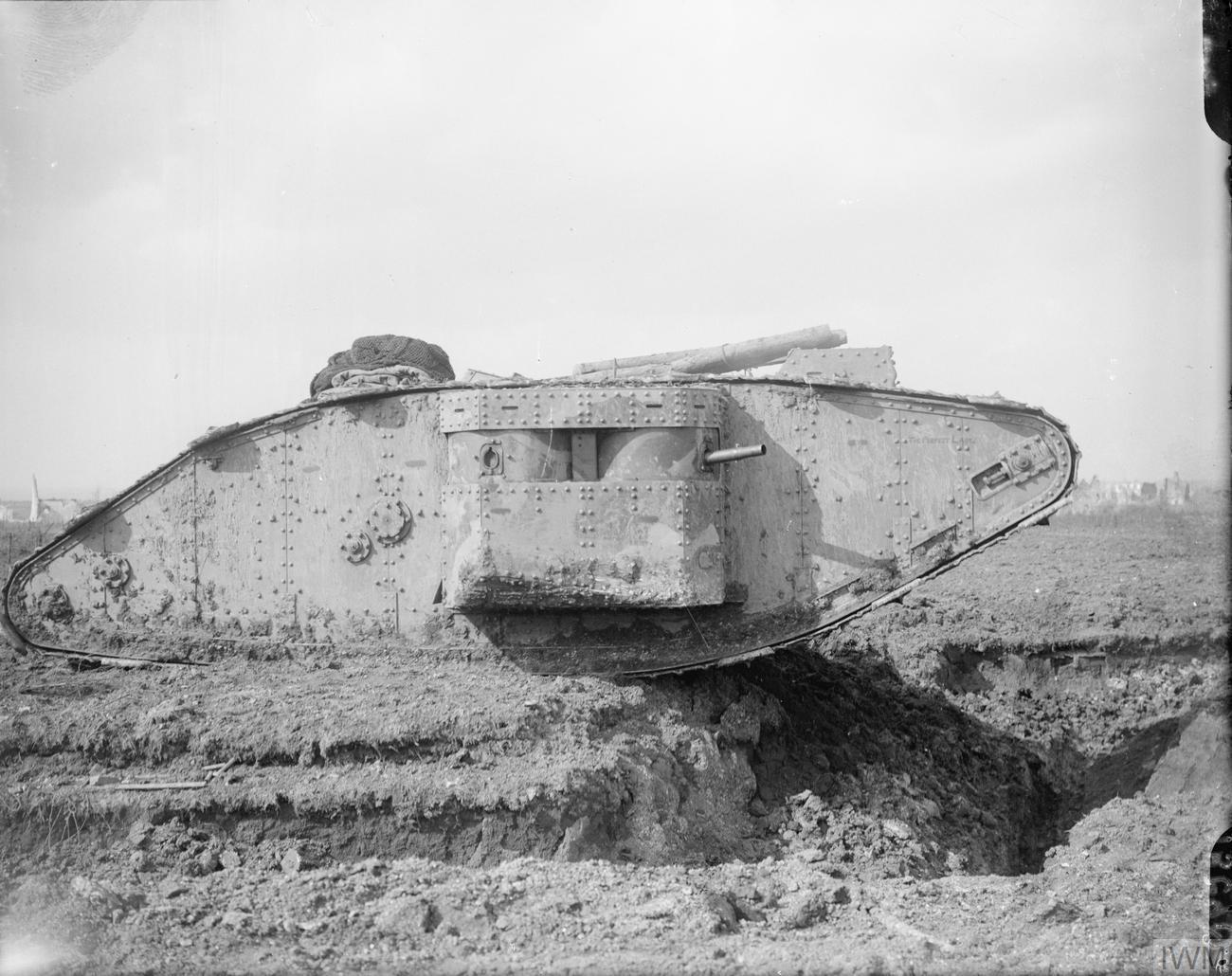
Um tanque pesado britânico da Primeira Guerra Mundial.

### Armas antitanque
Como o Exército Alemão era a única força que precisava de armas antitanque, eles foram os primeiros a desenvolver uma tecnologia viável para combater os veículos blindados. Essas tecnologias adotaram três abordagens de munição: uso de granadas por soldados de infantaria, incluindo a Geballte Ladung ("Carga Agrupada") de várias granadas de bastão amarradas juntas pelos pioneiros; primeiras tentativas de fuzis antitanque de pequeno calibre, como o Tankgewehr M1918 de ferrolho e calibrado em 13mm; o canhão antitanque de 3,7cm TaK Rheinmetall no reparo Räder-lafette 1916 sobre uma carruagem leve que poderia destruir um tanque  usando munição perfurante de blindagem de grande calibre emitida em 1917 para comandos especiais; e os canhões de campanha de 77mm existentes (como o FK 16 de 7,7cm) do regimento de artilharia da divisão de infantaria também acabaram recebendo munição especial perfurante de blindagem.

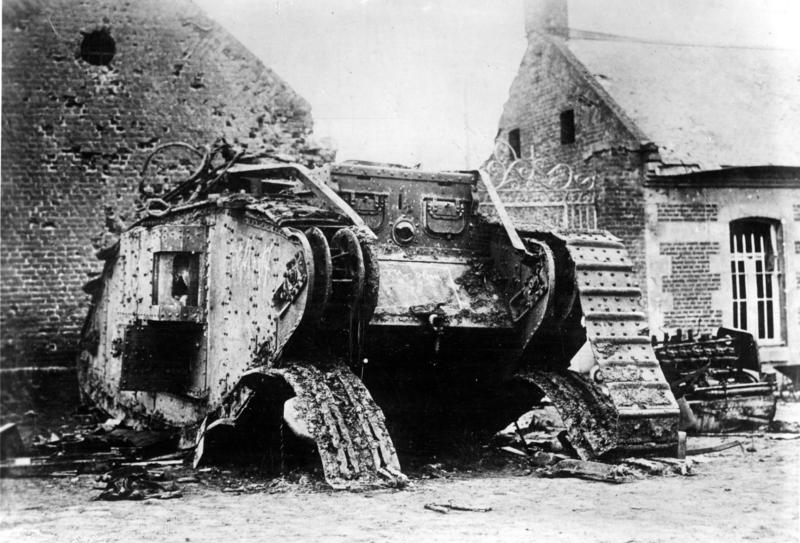
Um tanque Mark IV desativado perto de Cambrai, 1917 – Primeira Guerra Mundial.

### Táticas antitanque
Com o surgimento dos tanques aliados, o Exército Alemão foi rápido em introduzir novos destacamentos de defesa antitanque dentro dos batalhões de pioneiros das divisões de infantaria. Inicialmente, foram emitidos fuzis de cano longo calibre 13mm disparando chumbo sólido. No entanto, sofriam com sujeira após 2 a 3 tiros e tinham um recuo que era insustentável pelo mecanismo ou pelo atirador. Granadas de bastão foram usadas para destruir as lagartas por pioneiros individuais; no entanto, isso exigiu que os metralhadores acompanhantes primeiro separassem a linha de infantaria aliada de apoio dos tanques, o que se mostrou difícil. Outra tática era atrair o tanque para além da linha de trincheiras alemã, restabelecendo-a assim que a infantaria aliada se aproximasse. O tanque seria então engajado pelos canhões 77cm divisionais trazidos para a frente, que tentariam desativar as lagartas com obuses HE comuns (e mais tarde munição perfurante). Se as tripulações dos tanques desativados se recusassem a se render, elas eram atacadas com lança-chamas ou um morteiro era disparado contra o veículo atingido até que um impacto direto fosse alcançado na superfície do topo, geralmente resultando em um incêndio interno. Por fim, obstáculos antitanque foram preparados nas prováveis abordagens, aprofundando e alargando crateras existentes no solo, precursoras da trincheira antitanque. Finalmente, no início de 1917, o TaK 3,7cm da Rheinmetall foi levado às pressas para a linha de frente e se mostrou eficaz na destruição dos tanques, apesar da elevação e do deslocamento limitados.

## Desenvolvimento entre as guerras mundiais
A falta de consenso sobre o desenho e o uso do tanque após a Primeira Guerra Mundial também influenciou o desenvolvimento de suas contramedidas antitanque. Entretanto, como a Alemanha foi restringida pelo Tratado de Versalhes em sua capacidade militar, e não houve outros desafios para a França e a Grã-Bretanha, muito pouco desenvolvimento ocorreu na guerra antitanque até a década de 1930.

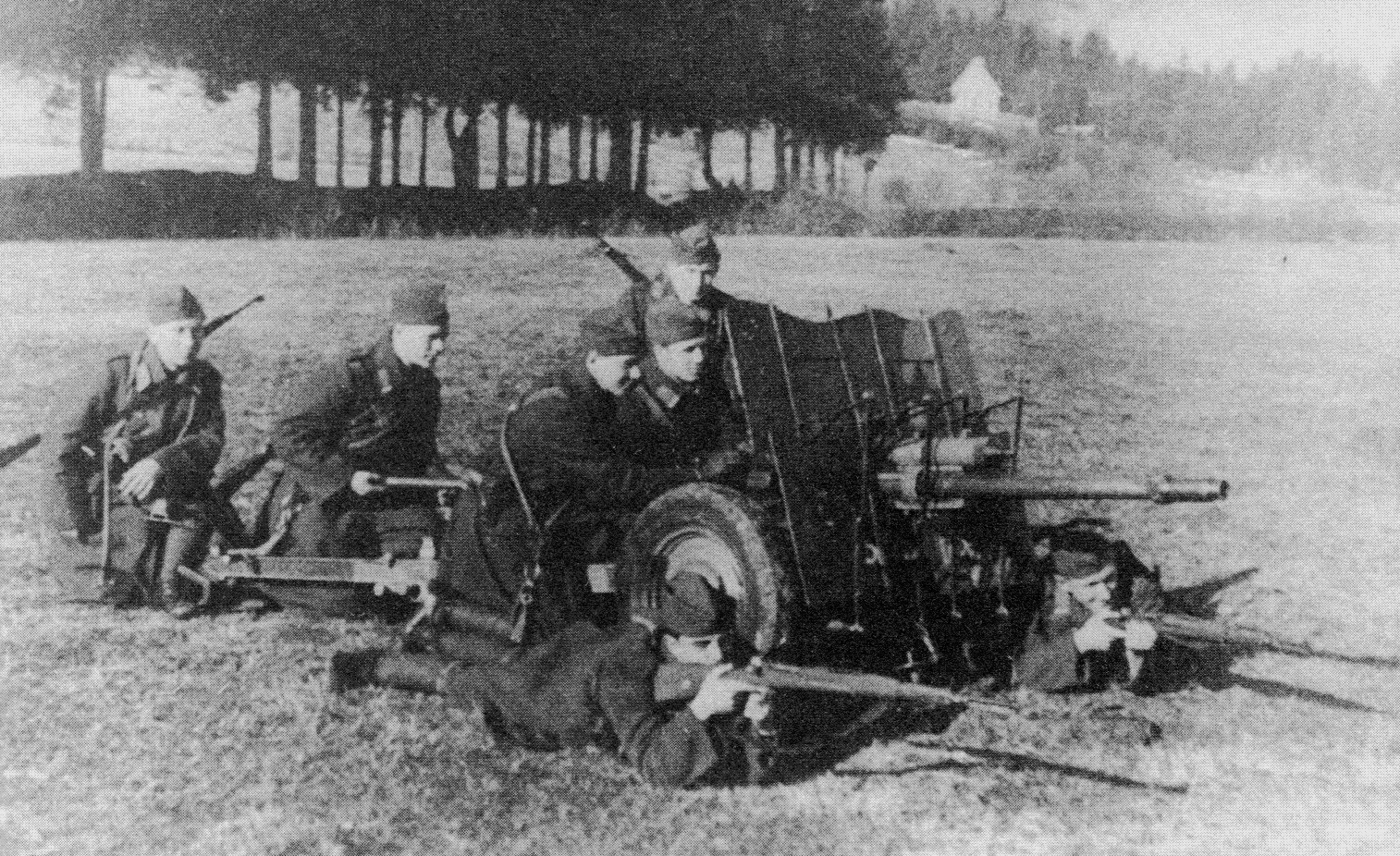
Canhão antitanque tchecoslovaco de 3,7 cm KPÚV vz. 37.

O período entre-guerras foi dominado pelo pensamento estratégico com fronteiras fortificadas em seu cerne. Isso incluía obstáculos que consistiam em características naturais, como valas, riachos e áreas urbanas, ou obstáculos construídos, como valas antitanque, campos minados, dentes de dragão ou barreiras de toras. O auge desse pensamento estratégico foi considerado a Linha Maginot, que substituiu as trincheiras cheias de infantaria por bunkers cheios de artilharia, incluindo casamatas que abrigavam canhões antitanque de 73 ou 47mm, e torres de aço armadas com um par de metralhadoras e um canhão antitanque de 25mm, embora a Alemanha fosse proibida de produzir tanques. A construção foi parcialmente baseada na experiência dos Aliados com a Linha Hindenburg, que foi rompida com apoio de tanques durante as batalhas de Cambrai e do Canal de St. Quentin, embora o Comando Alemão tenha ficado mais impressionado com a surpresa alcançada pelas tropas canadenses na Batalha do Canal du Nord. Isso influenciou seu planejamento em 1940.
As defesas da Linha Maginot – até 25km de profundidade,  das posições avançadas até a linha de retaguarda – tinham como objetivo evitar um ataque surpresa e atrasar qualquer ataque enquanto o Exército Francês fosse mobilizado. Com a relativa inferioridade numérica entre a França e a Alemanha, era um uso mais eficaz da mão de obra. Dentro da linha, obstáculos antitanque passivos eram apoiados por bunkers antitanque e antiinfantaria. Depois que a Bélgica declarou neutralidade em 1936, a França começou a trabalhar na extensão da linha ao longo da fronteira belga.
A artilharia melhorada foi vista como a solução mais rápida para a defesa antitanque, e um dos primeiros projetos de armas antitanque do pós-guerra foi o Modelo Hotchkiss de 25mm da França. Pretendia-se substituir um canhão Atelier de Puteaux de 37mm projetada em 1916 para destruir posições de metralhadoras. A Rheinmetall iniciou o projeto de um canhão antitanque de 37mm em 1924 e os primeiros canhões foram produzidos em 1928 como 3,7cm Pak L/45,  posteriormente adotado no serviço da Wehrmacht como 3,7cm Pak 36. Ele apareceu durante a Guerra Civil Espanhola, assim como o Bofors 37mm desenvolvido na Suécia e usado por muitos combatentes do início da Segunda Guerra Mundial. O Exército Britânico aceitou para serviço o Ordnance QF 2 libras (40mm), que foi desenvolvido como um canhão de tanque. O Exército Vermelho Soviético após a Guerra Civil Russa também iniciou uma busca por uma arma antitanque com um canhão de tanque francês de 37mm Hotchkiss L.33 mm, mas logo o atualizou para um modelo L.45 de maior velocidade, modelo 1935, ao mesmo tempo em que fez uma cópia licenciada do alemão 3.7 cm PaK 36. No entanto, o Exército Vermelho aprendeu quase imediatamente uma lição sobre guerra antitanque quando um batalhão de tanques enviado para ajudar os republicanos espanhóis foi quase totalmente destruído em um confronto.
Naquela época, a munição predominante usada contra tanques era o projétil de energia cinética perfurante, que destruía a blindagem por pressão direta, perfurando-a. No final da década de 1930, foram feitas experiências com munições de carga moldada que usavam energia química para penetração de blindagem. O conceito de carga moldada é oficialmente conhecido como "Efeito Munroe" e foi descoberto por acidente décadas antes pelo Professor Charles E. Munroe na Estação de Torpedos dos EUA, em Providence, Rhode Island. O professor Munroe estava detonando diferentes blocos de explosivos fabricados em uma placa de blindagem e observou que os blocos com as letras de fabricação recuadas (em vez de elevadas) cortavam uma impressão das letras de fabricação na placa de blindagem — o nascimento do explosivo com carga moldada que concentra a energia da explosão causada por uma indentação na área da superfície de um explosivo.  Embora as cargas moldadas sejam um pouco mais difíceis de fabricar, a vantagem é que o projétil não requer uma velocidade tão alta quanto as típicas cápsulas de energia cinética, mas no impacto ele cria um jato de metal de alta velocidade fluindo como um líquido devido à imensa pressão (embora a difração de raios X tenha mostrado que o metal permanece sólido) que penetra hidrodinamicamente na blindagem e mata os ocupantes dentro dela.  A profundidade da penetração, embora proporcional ao comprimento do jato e à raiz quadrada de sua densidade, também depende da resistência da blindagem. Com o desenvolvimento dessa nova munição, iniciaram-se pesquisas mais avançadas na fabricação de aço e no desenvolvimento de blindagem espaçada que causava "ondulação de jato" ao detonar prematuramente ou no ângulo errado em relação à superfície da blindagem principal.
A única tentativa significativa de experimentar o uso de tanques no final da década de 1920 foi a da Força Mecanizada Experimental do Exército Britânico, que influenciou o desenvolvimento futuro de tanques, tropas blindadas e exércitos inteiros de seus futuros inimigos e aliados na próxima guerra.
Na Espanha, a defesa antitanque dos nacionalistas foi organizada pelos oficiais da Wehrmacht, e os canhões antitanque foram incorporados a um sistema de obstáculos que foram construídos com a intenção de impedir um ataque de tanques, retardando-o, separando-os da infantaria de apoio (avançando a pé) com fogo de metralhadora e morteiro, e forçando os tanques a conduzir ataques frontais deliberados com apoio de engenheiros, ou a procurar uma área menos defendida para atacar. Campos minados com minas especialmente projetadas foram usados pela primeira vez, destruindo as lagartas dos tanques e forçando engenheiros de combate à desminagem a pé. O atraso significou que a artilharia de campanha nacionalista pôde atacar os tanques soviéticos levemente blindados. Isso significou uma mudança no planejamento operacional e, eventualmente, estratégico republicano, e operações de combate mais prolongadas, com mais baixas a um custo maior.
A única mudança nas táticas antitanque alemãs da Primeira Guerra Mundial foi que agora uma arma antitanque eficaz estava disponível para dar suporte à infantaria defensora. No entanto, os tanques soviéticos armados com canhões de 45mm destruíram facilmente os tanques leves alemães.
Ironicamente, no início da década de 1930, até a Guerra Civil Espanhola, oficiais alemães estavam conduzindo testes secretos de uma nova maneira de empregar tanques, infantaria e artilharia ofensivamente na União Soviética, com a cooperação do Exército Vermelho. Na Alemanha, esses desenvolvimentos culminaram em táticas que mais tarde ficaram conhecidas como Blitzkrieg, enquanto na União Soviética formaram o núcleo da doutrina operacional de batalha em profundidade. O teste bem-sucedido deste último ocorreu durante as Batalhas de Khalkhin Gol, embora o Exército Vermelho tenha fracassado na Linha Mannerheim em 1940, em grande parte devido ao expurgo no Corpo de Oficiais, que matou muitos dos principais proponentes da nova doutrina - tal como Mikhail Tukhachevsky. A artilharia antitanque seria incluída nas unidades móveis de tanques da Wehrmacht e do Exército Vermelho devido à possibilidade de encontrar tanques inimigos em um engajamento de encontro.
As novas doutrinas de uso do tanque foram divididas em escolas de pensamento de infantaria e cavalaria. Os primeiros consideravam o tanque um sistema de artilharia móvel a ser usado para apoio à infantaria. Isso sugeria que a infantaria precisava ser armada com armas antitanque integrais. Este último defendia o uso de tanques no estilo tradicional de cavalaria para ataques de alta velocidade, com o objetivo de flanquear a infantaria inimiga e cortar suas linhas de comunicação. Essa abordagem sugeria que o tanque era o melhor sistema antitanque, e apenas tropas antitanque limitadas eram necessárias para acompanhá-lo. Por esse motivo, as configurações de tanques do final dos anos 30 apresentavam grande diversidade, variando de tanques leves e tanques de cavalaria a tanques pesados com múltiplas torres, semelhantes a bunkers, todos os quais tinham que ser considerados no treinamento das tropas de artilharia antitanque. O desenvolvimento dessas doutrinas foi a influência mais significativa no rápido desenvolvimento da tecnologia e táticas antitanque na Segunda Guerra Mundial.

## Segunda Guerra Mundial
Dois aspectos do início da Segunda Guerra Mundial ajudaram a atrasar o desenvolvimento da guerra antitanque: resignação e surpresa. Depois que a Polônia foi atacada, seus aliados no Ocidente se conformaram com a derrota diante de uma Wehrmacht numericamente superior. As poucas informações divulgadas sobre a condução do combate durante aquela campanha não fizeram nada para convencer a França, a Grã-Bretanha ou a URSS da necessidade de melhorar a tecnologia e as táticas antitanque. A dependência da Linha Maginot e a subsequente surpresa da ofensiva alemã não deixaram tempo para desenvolver as habilidades e táticas existentes no Ocidente. Os britânicos estavam preparando as linhas de parada e as ilhas antitanque para retardar o progresso do inimigo e restringir a rota de um ataque. No entanto, o Exército Vermelho teve a sorte de ter vários projetos excelentes para guerra antitanque que estavam em estágios finais de desenvolvimento para produção ou que haviam sido rejeitados anteriormente por serem desnecessários e agora podiam ser rapidamente colocados em produção. A relativa facilidade com que os modelos mais antigos da frota de tanques do Exército Vermelho foram destruídos por armas antitanque alemãs, usando táticas já vistas na Espanha, de uma vez por todas concentrou a atenção do Stavka na guerra antitanque, enquanto os exércitos soviéticos eram repetidamente cercados por manobras estratégicas de pinça lideradas por panzers. Das principais armas soviéticas icônicas da Segunda Guerra Mundial, duas foram feitas exclusivamente para a guerra antitanque, o T-34 e o Ilyushin Il-2 Shturmovik. O primeiro foi um dos tanques mais fabricados da história, e o último, apelidado de "tanque voador", foi uma das aeronaves mais fabricadas. A guerra também viu a criação e o abandono quase imediato do caça-tanques autopropulsado, que seria substituído no pós-guerra pelo míssil guiado antitanque.

### Aeronaves

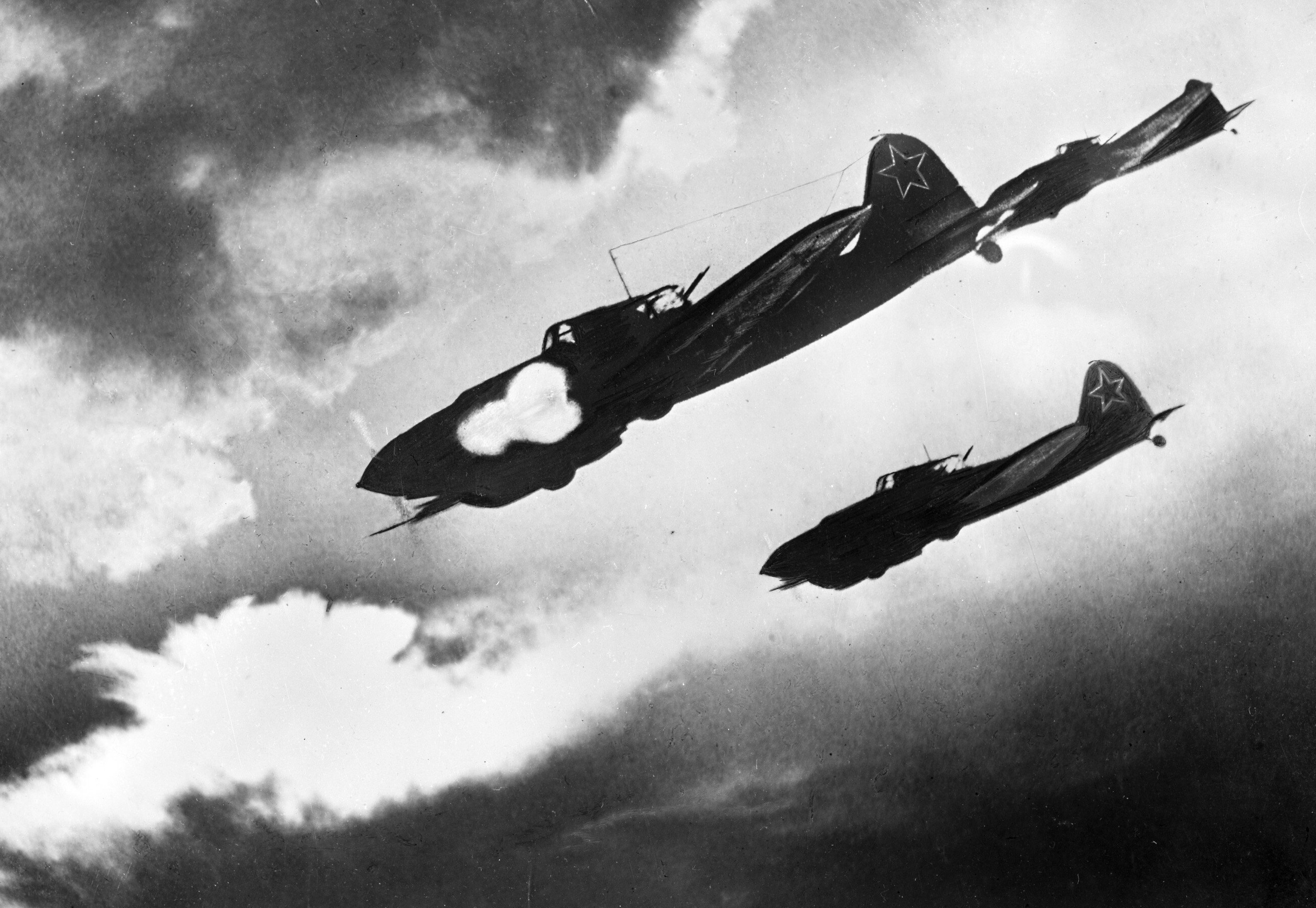
Aviões soviéticos Ilyushin Il-2 com canhões de 23mm atacando uma coluna de tanques alemães durante a Batalha de Kursk.

Como os tanques raramente foram usados em conflitos entre as duas Guerras Mundiais, nenhuma aeronave ou tática específica foi desenvolvida para combatê-los do ar. Uma solução adotada por quase todas as forças aéreas europeias foi usar cargas de bombas para bombardeiros convencionais que eram compostas de pequenas bombas, permitindo uma maior densidade durante o bombardeio. Isso criou uma chance maior de causar um impacto direto na blindagem de topo, mais fina, do tanque, além de ter a capacidade de danificar as lagartas e as rodas por meio de detonação de proximidade.
A primeira aeronave capaz de atacar tanques foi o Junkers Ju 87 "Stuka", usando bombardeio de mergulho para posicionar a bomba perto do alvo. Alguns caças franceses e alemães equipados com canhões de 20mm também foram capazes de atingir superfícies da blindagem de topo mais finas dos tanques no início da guerra. O Stuka também recebeu canhões para função anti-blindados, embora estivesse obsoleto em 1942, e foi acompanhado pelo Henschel Hs 129 que montava um canhão em pod MK 101 sob sua fuselagem, enquanto a Força Aérea do Exército Vermelho colocou em serviço o Ilyushin Il-2 soviético armado com um par de canhões de 23mm e foguetes não-guiados, mas que eram blindados para permitir que os pilotos se aproximassem dos tanques alemães em altitudes muito baixas, ignorando armas portáteis, metralhadoras e até mesmo pequenos disparos de canhões antiaéreos que geralmente forneciam proteção aos tanques contra os bombardeiros. Os Il-2 também podiam transportar um grande número de bombas PTAB antitanque de 2,5kg com carga moldada.
Para dar mais poder de fogo contra tanques, a RAF montou dois canhões Vickers S de 40mm sob as asas no Hawker Hurricane (como Mk. IID), que entrou em serviço no Norte da África em 1942, e o Hawker Typhoon recebeu foguetes HE, embora estes fossem mais eficazes contra outros veículos terrestres. A partir de março de 1943, a Força Aérea do Exército Vermelho produziu o mais ágil Yakovlev Yak-9 T (canhão 37mm) e K (canhão de 45mm) bombardeiro interceptador também era usado para ataque ao solo, com um exemplo de cada canhão em montagens motornaya pushka fixadas na unidade de redução de marcha do motor, que tinha um deles disparando através de um eixo de hélice de centro oco.
Após a Operação Overlord em 1944, a versão militar do monoplano civil leve de asa alta Piper J-3 Cub de voo lento, o L-4 Grasshopper, geralmente usado para ligação e observação de artilharia, começou a ser usado em uma função antiblindados leve por algumas unidades de observação de artilharia do Exército dos EUA sobre a França; essas aeronaves foram equipadas em campanha com dois ou quatro lançadores de foguetes de bazuca presos aos suportes de elevação,  contra veículos blindados de combate alemães. Durante o verão de 1944, o Major do Exército dos EUA, Charles Carpenter, conseguiu assumir com sucesso uma função antitanque com seu Piper L-4 armado com foguetes. Seu L-4, chamado Rosie the Rocketeer, armado com seis bazucas, teve um sucesso anti-blindados notável durante um combate na Batalha de Arracourt, em 20 de setembro de 1944, destruindo pelo menos quatro veículos blindados alemães,  como um exemplo pioneiro de enfrentar blindagem inimiga pesada por uma aeronave leve de voo lento. 

### Artilharia de campanha
A artilharia de campanha era frequentemente a primeira arma de combate terrestre a enfrentar concentrações detectadas de tropas, as quais incluíam tanques, por meio de observadores aéreos de artilharia, seja em áreas de reunião (para reabastecimento e rearmamento), durante marchas de aproximação à zona de combate ou enquanto a unidade de tanques se formava para o ataque. Os obuses de artilharia convencionais eram muito eficazes contra a blindagem de topo mais fina do tanque se disparados na densidade apropriada enquanto os tanques estavam concentrados, permitindo acertos diretos com um projétil suficientemente poderoso. Mesmo um projétil não penetrante ainda pode incapacitar um tanque por meio de choque dinâmico, quebra de blindagem interna ou simplesmente tombamento do tanque. Mais importante ainda, os tanques poderiam ser desativados devido a danos nas lagartas e rodas, e seus veículos de apoio e pessoal poderiam ser danificados e mortos, reduzindo a capacidade da unidade de lutar a longo prazo. Como os tanques geralmente eram acompanhados por infantaria montada em caminhões ou veículos meia-lagartas sem blindagem de topo, a artilharia de campanha que disparava uma mistura de munição terrestre e aérea provavelmente também causaria pesadas baixas à infantaria. Canhões de campanha, como o Ordnance QF de 25 libras, eram equipados com obuses perfurantes para combate direto contra tanques inimigos.

### Canhões antitanque

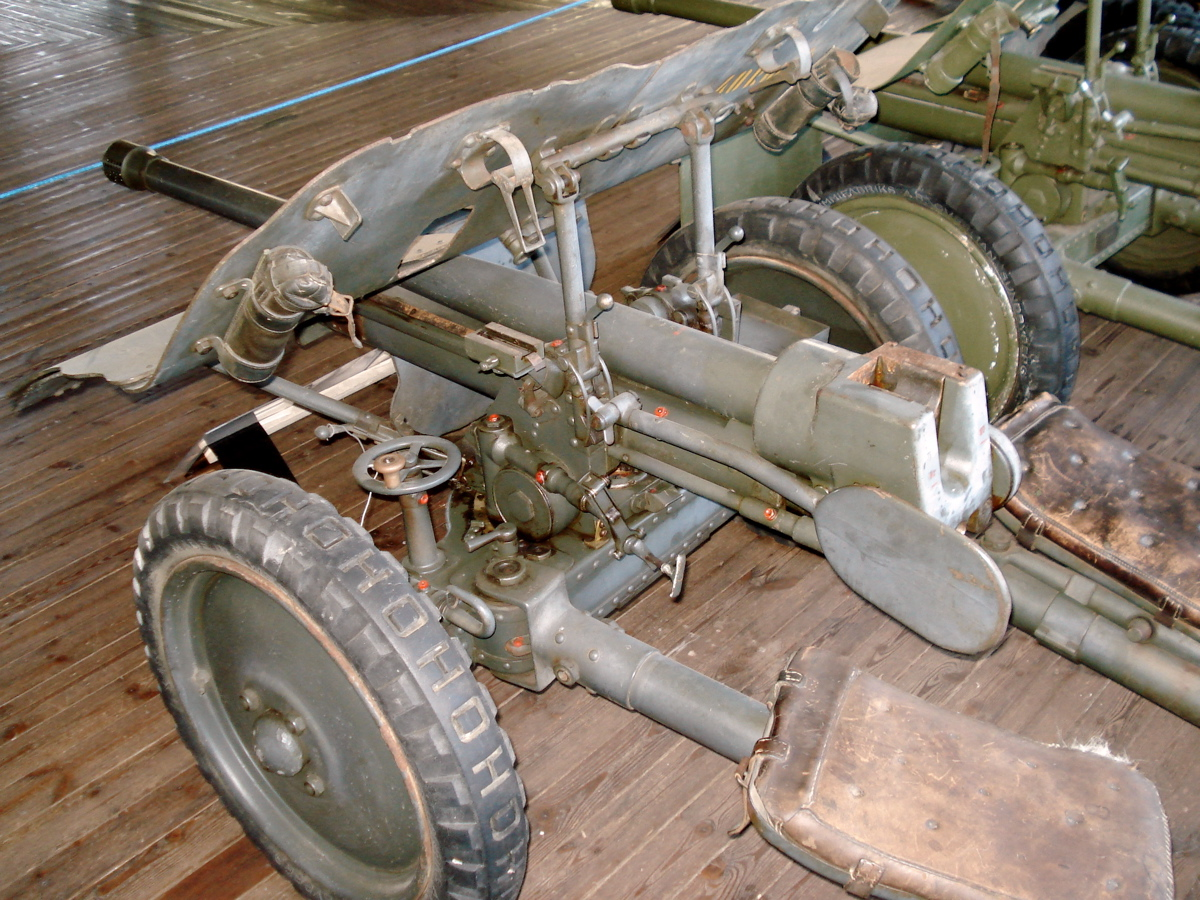
Canhão antitanque Bofors de 37mm usado por várias nações.

Canhões antitanque são armas projetadas para destruir veículos blindados a partir de posições defensivas. Para penetrar na blindagem dos veículos, eles disparam projéteis de menor calibre de armas de cano longo para atingir uma velocidade inicial maior do que os canhões de artilharia de campanha, muitos dos quais são obuseiros. A balística de trajetória mais plana e velocidade mais alta fornece energia cinética terminal para penetrar a blindagem do alvo em movimento/estático em um determinado alcance e ângulo de contato. Qualquer canhão de artilharia de campanha com comprimento de cano 15 a 25 vezes maior que seu calibre também era capaz de disparar munição antitanque, como o soviético A-19.
Antes da Segunda Guerra Mundial, poucos canhões antitanque tinham (ou precisavam) de calibres maiores que 50mm. Exemplos de armas desta classe incluem o 37mm alemão, 37mm americano (o maior canhão capaz de ser rebocado pelo 'jipe' 4×4 de 1⁄4 tonelada), 25mm francês e canhões de 47mm, QF britânico de 2 libras (40mm), 47mm italiano e 45mm soviético. Todas essas armas leves podiam penetrar a fina blindagem encontrada na maioria dos tanques do pré-guerra e do início da guerra.

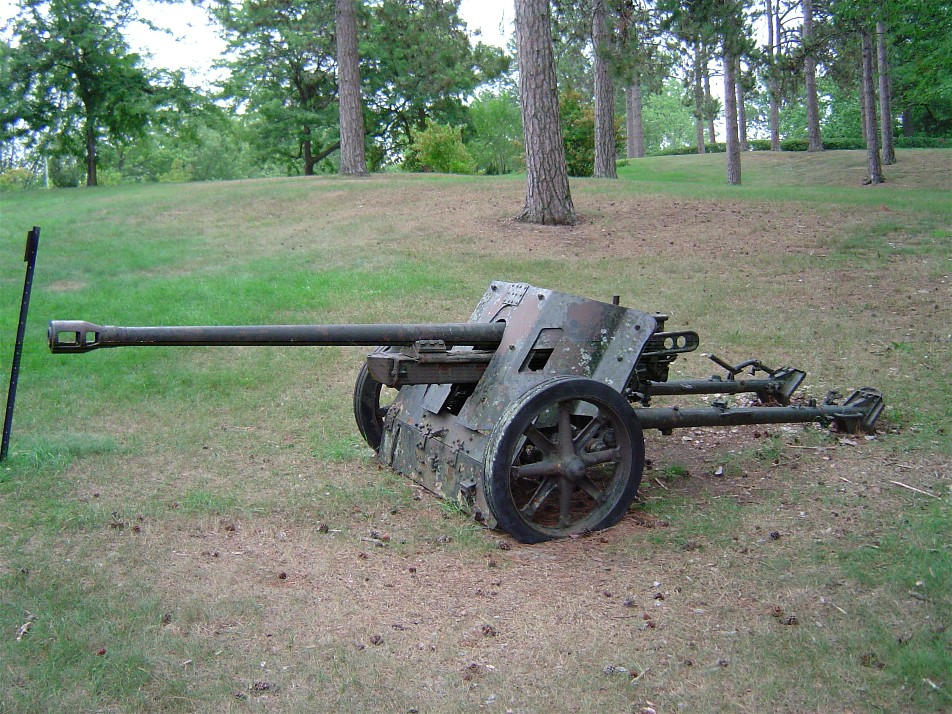
Canhão antitanque alemão PaK 38 de 50mm.

No início da Segunda Guerra Mundial, muitas dessas armas ainda estavam sendo usadas operacionalmente, junto com uma nova geração de canhões leves que se assemelhavam muito aos seus equivalentes da Primeira Guerra Mundial. Depois que os tanques médios soviéticos T-34 e os tanques pesados KV, bem blindados, foram encontrados, esses canhões foram reconhecidos como ineficazes contra blindagens inclinadas; o canhão leve de 37mm alemão foi rapidamente apelidado de "aldrava de porta de tanque" (em alemão:  Panzeranklopfgerät), por revelar sua presença sem penetrar a blindagem.
A Alemanha introduziu canhões antitanque mais potentes, alguns dos quais estavam em estágios iniciais de desenvolvimento antes da guerra. No final de 1942, os alemães tinham um excelente projeto de alta velocidade de 50mm, enquanto enfrentavam o QF de 6 libras introduzido na Campanha do Norte da África pelo Exército Britânico e posteriormente adotado pelo Exército dos EUA. Em 1943, a Wehrmacht foi forçada a adotar calibres ainda maiores na Frente Oriental, o canhão de 75mm e o famoso 88mm. O Exército Vermelho usou uma variedade de canhões de 45mm, 57mm e 100mm, e empregou canhões de uso geral de 76,2mm e 122mm na função antitanque. Na época da invasão da Normandia, os britânicos tinham o QF de 17 libras (76mm) em uso geral, cujo projeto começou antes do canhão de 6 libras entrar em serviço, e que provou ser um canhão antitanque altamente eficaz e também foi usado no tanque Sherman Firefly, no canhão autopropulsado Archer e no SP Achilles de 17 libras.

#### Destruidores de tanques

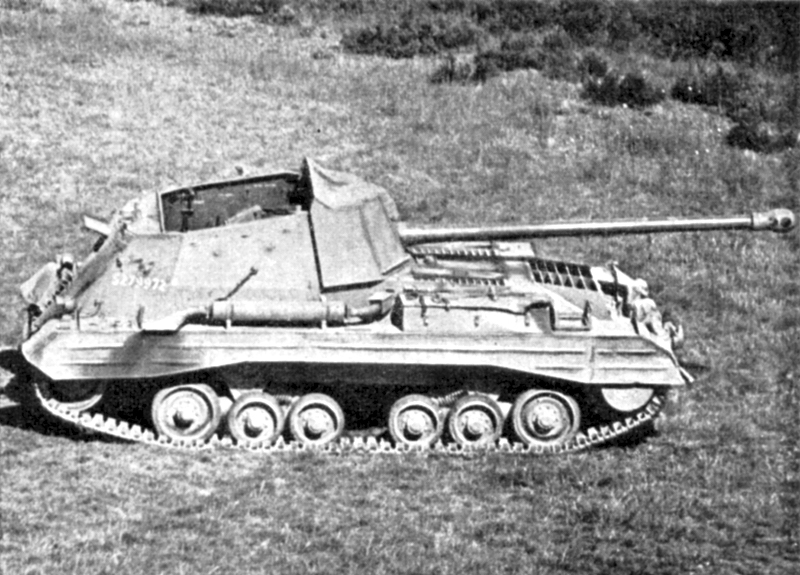
O canhão antitanque autopropulsado britânico Archer colocou o canhão de 17 libras no casco de um tanque Valentine.

À medida que os canhões antitanque rebocados aumentavam em tamanho e peso, eles se tornaram menos móveis e mais difíceis de manobrar, exigindo equipes de artilharia cada vez maiores, que muitas vezes tinham dificuldade para posicionar os canhões sob fogo pesado de artilharia e/ou tanques. À medida que a guerra avançava, essa desvantagem frequentemente resultava na perda ou destruição tanto do canhão antitanque quanto de sua tripulação treinada. Isso deu impulso ao desenvolvimento do "caça-tanques" autopropulsado e levemente blindado. O caça-tanques geralmente era baseado no casco de projetos de tanques existentes, usando um canhão integrado ao casco ou uma torre totalmente giratória, muito parecida com a de um tanque convencional. Esses canhões AT autopropulsados foram empregados inicialmente como armas de apoio à infantaria no lugar de canhões antitanque rebocados. Mais tarde, devido à escassez de tanques, os caça-tanques às vezes substituíam os primeiros em operações blindadas ofensivas.
Os primeiros caça-tanques projetados pelos alemães, como o Marder I, empregavam chassis de tanques leves de desenho francês ou tcheco, instalando um canhão AT como parte de uma superestrutura blindada e sem torre. Este método reduziu tanto o peso quanto os custos de conversão. Mais tarde, a União Soviética adotou esse estilo de canhão antitanque autopropulsado ou caça-tanques. Esse tipo de caça-tanques tinha a vantagem de uma silhueta reduzida, permitindo que a tripulação atirasse com mais frequência de posições de emboscada com tiro amarrado. Esses projetos eram mais fáceis e rápidos de fabricar e ofereciam boa proteção à tripulação, embora a falta de uma torre limitasse o curso do canhão a alguns poucos graus. Isso significava que, se o caça-tanques ficasse imobilizado devido a uma falha no motor ou danos nas lagartas, ele não poderia girar seu canhão para enfrentar os tanques adversários, o que o tornava um alvo fácil. Essa vulnerabilidade foi posteriormente explorada por forças de tanques inimigas. No final da guerra, não era incomum encontrar até mesmo o maior e mais poderoso caça-tanques abandonado no campo após uma batalha, tendo sido imobilizado por um projétil de alto explosivo na lagarta ou na roda dentada dianteira.
As doutrinas de apoio de infantaria do Exército dos EUA antes da guerra enfatizavam o uso de caça-tanques com torres totalmente giratórias e abertas, com menos blindagem do que os tanques M4 Sherman padrão, mas com canhões mais potentes. Um canhão de tanque de 76mm e cano longo foi instalado no M10 GMC, baseado no Sherman, e nos novos modelos M18, sendo o M18 o blindado americano de movimento mais rápido de qualquer tipo na Segunda Guerra Mundial.  No final de 1944, surgiu o M36 originário do Sherman, equipado com um canhão de 90mm. Com torres giratórias e boa manobrabilidade de combate, os projetos de caça-tanques americanos geralmente funcionavam bem, embora sua blindagem leve não fosse páreo para o fogo de canhão dos tanques inimigos durante confrontos um contra um. Outra desvantagem foi a torre aberta e desprotegida, e as baixas causadas pelo fogo de artilharia logo levaram à introdução de tampas de torre blindadas dobráveis. Perto do fim da guerra, uma mudança na doutrina oficial fez com que tanto o caça-tanques autopropulsado quanto o canhão antitanque rebocado caíssem em desuso no serviço americano, sendo cada vez mais substituídos por tanques convencionais ou armas antitanque de nível de infantaria. Apesar dessa mudança, o caça-tanques M36 continuou em serviço e foi usado em combate até a Guerra da Coreia.
O terceiro, e provavelmente o mais eficaz tipo de caça-tanques era o caça-tanques sem torre, estilo casamata, conhecido pelo termo Jagdpanzer no serviço alemão, ou Samokhodnaya Ustanovka no serviço soviético, devido aos seus próprios projetos. Eles geralmente apresentavam um canhão pesado montado em um chassi de tanque mais antigo ou atual, com o canhão apontando para frente com um grau limitado de rotação. Os caça-tanques casamatas geralmente tinham a mesma quantidade de blindagem que os tanques nos quais eram baseados. A remoção da torre permitiu mais espaço para montar um canhão maior, com uma culatra maior, além de deixar espaço para a tripulação. Muitos caça-tanques de casamata surgiram como veículos de dupla finalidade, ou eram veículos com a função de canhão autopropulsado, que compartilham muitas (mas geralmente não todas) das mesmas características e traçado. Alguns exemplos são o alemão Sturmgeschütz III — o veículo blindado de combate alemão mais produzido na Segunda Guerra Mundial — e o soviético SU-100, baseado no casco e no sistema de transmissão do tanque T-34.

### Infantaria

#### Fuzis

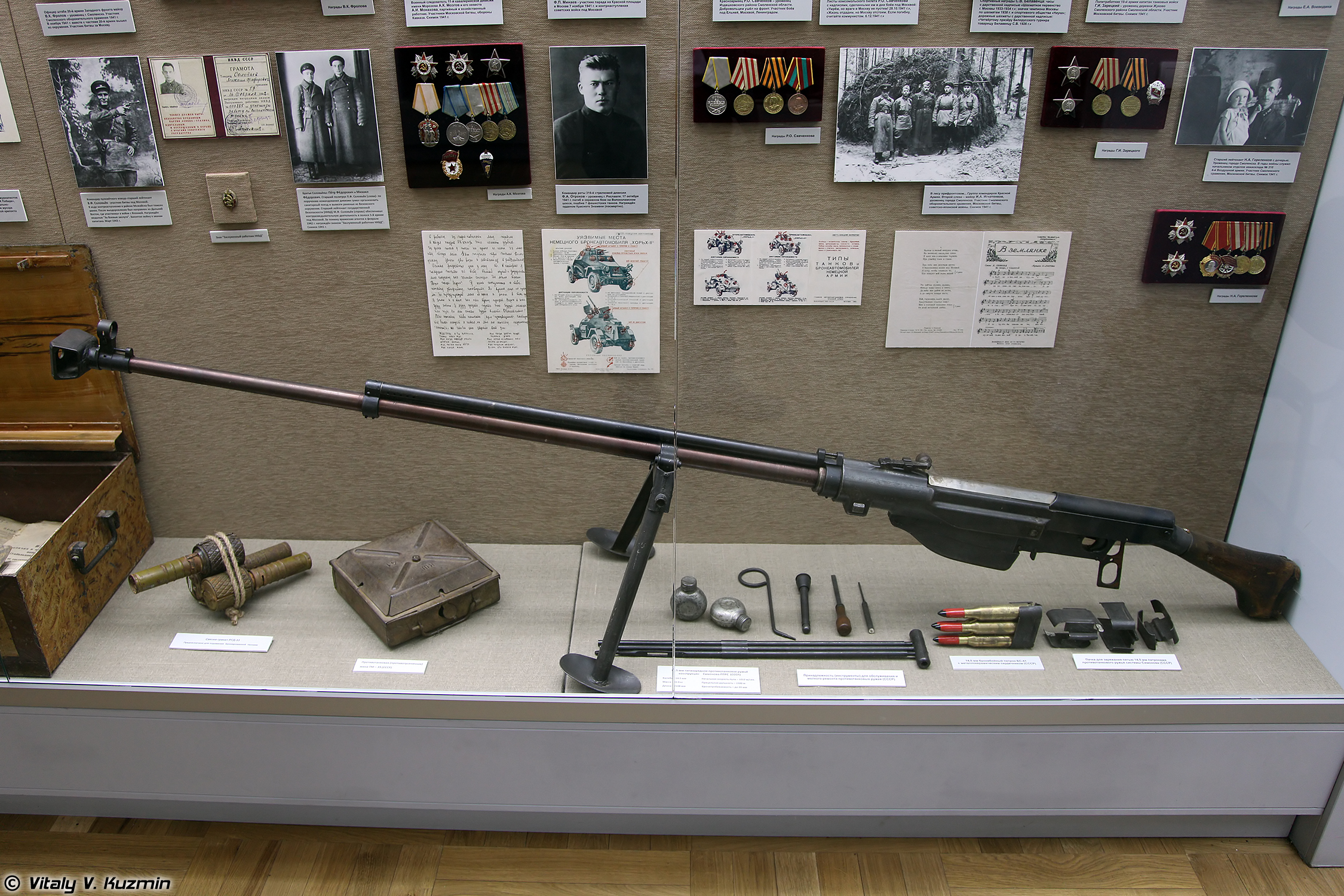
Fuzil antitanque PTRS-41 no Museu da Grande Guerra Patriótica, em Moscou.

Fuzis antitanque foram introduzidos em alguns exércitos antes da Segunda Guerra Mundial para fornecer à infantaria uma arma de combate à distância quando confrontada com um ataque de tanques. A intenção era preservar o moral da infantaria fornecendo uma arma que pudesse realmente derrotar um tanque. Fuzis antitanque foram desenvolvidos em vários países durante a década de 1930. No início da Segunda Guerra Mundial, as equipes de fuzileiros antitanque conseguiam derrotar a maioria dos tanques a uma distância de cerca de 500m, e fazê-lo com uma arma que fosse portátil e facilmente escondida. Embora o desempenho do fuzil AT tenha sido anulado pela maior blindagem dos tanques médios e pesados em 1942, eles permaneceram viáveis contra veículos com blindagem mais leve e sem blindagem, e contra canhoneiras de fortificações de campanha.
Exemplos notáveis incluem o Lahti L-39 finlandês, o fuzil antitanque japonês automático Tipo 97 de 20mm, o fuzil alemão Panzerbüchse 38 e Panzerbüchse 39, o polonês wz.35 e o PTRD e PTRS-41 soviético de 14,5mm.
Em 1943, a maioria dos exércitos considerou que os fuzis antitanque não tinham eficácia em combate devido à capacidade reduzida de penetrar a blindagem mais espessa dos novos tanques. O Exército Britânico os abandonou em 1942 e a Wehrmacht em 1943, enquanto o Exército dos EUA nunca adotou a arma, embora o Corpo de Fuzileiros Navais dos EUA tenha usado fuzis antitanque Boys no Teatro do Pacífico. Entretanto, o fuzil antitanque permaneceu em uso soviético durante o conflito devido à importância que ocupava em sua doutrina de defesa antitanque em profundidade, demonstrada pela primeira vez durante a defesa de Moscou e novamente durante as batalhas de Kursk. Isso se tornou particularmente verdadeiro mais tarde na guerra, quando o Exército Vermelho assumiu uma ofensiva quase constante, e desdobramentos defensivos antitanque em profundidade foram usadas para proteger os flancos dos avanços operacionais contra contra-ataques táticos alemães. Ao disparar contra a infantaria blindada mais leve e veículos de apoio (por exemplo, tratores de artilharia), as unidades de fuzileiros antitanque ajudaram a separar a infantaria de apoio (panzergrenadiers) e a artilharia dos tanques alemães, forçando os tanques a parar a curtas distâncias dos canhões antitanque ocultos, deixando-os expostos ao fogo de canhões antitanque maiores e de longo alcance.

#### Foguetes e cargas moldadas

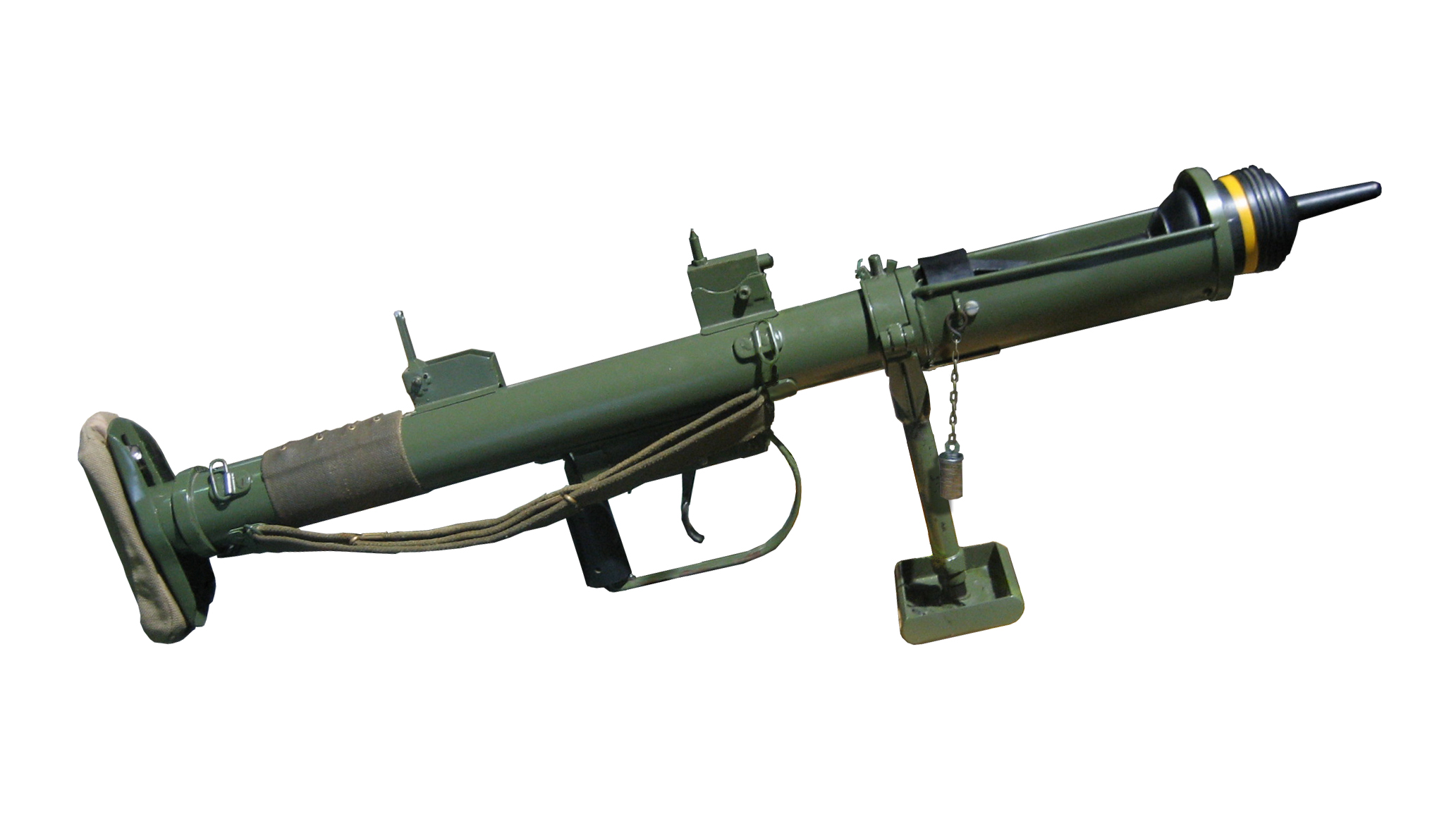
PIAT britânico.

O desenvolvimento de armas antitanque leves e portáteis aumentou durante a Segunda Guerra Mundial. A maioria foi baseada no efeito Munroe, que levou ao desenvolvimento da carga de alto explosivo. Essas armas eram chamadas de armas antitanque de alto explosivo (em inglês:  High-explosive anti-tank, HEAT). O efeito destrutivo depende totalmente da energia cinética da explosão e não da velocidade balística do projétil no dano causado à blindagem. O efeito também era concentrado e podia penetrar mais blindagem para uma determinada quantidade de explosivos. Os primeiros projéteis HEAT eram granadas de fuzil, mas sistemas de lançamento melhores foram logo introduzidos: o PIAT britânico era propulsionado de maneira semelhante ao morteiro de espiga com uma carga de pólvora negra contida no conjunto de barbatanas traseiras, a bazuca americana e o Panzerschreck alemão usavam foguetes, e o Panzerfaust alemão era um pequeno foguete descartável. A ogiva HEAT foi usada retroativamente para dar mais potência a armas de menor calibre, como na conversão dos canhões alemães PaK de 37mm, de outro modo limitados, para disparar um grande obus, chamado Stielgranate 41, que era encaixado sobre o cano em vez de dentro dele, a um alcance maior do que o Panzerschreck conseguia atingir. O 44M "Buzogányvető" húngaro foi um foguete não-guiado bem-sucedido usado extensivamente no Cerco de Budapeste.

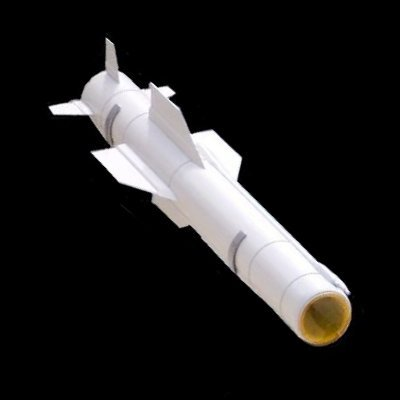
PARS 3 LR com ogiva HEAT do Exército Alemão.

Após a guerra, a pesquisa sobre armas antitanque de infantaria continuou, com a maioria dos projetistas focados em dois objetivos principais: primeiro, uma arma antitanque que pudesse derrotar os tanques e veículos de combate mais fortemente blindados do pós-guerra e, segundo, uma arma leve e portátil o suficiente para uso pela infantaria.

#### Minas e outros explosivos

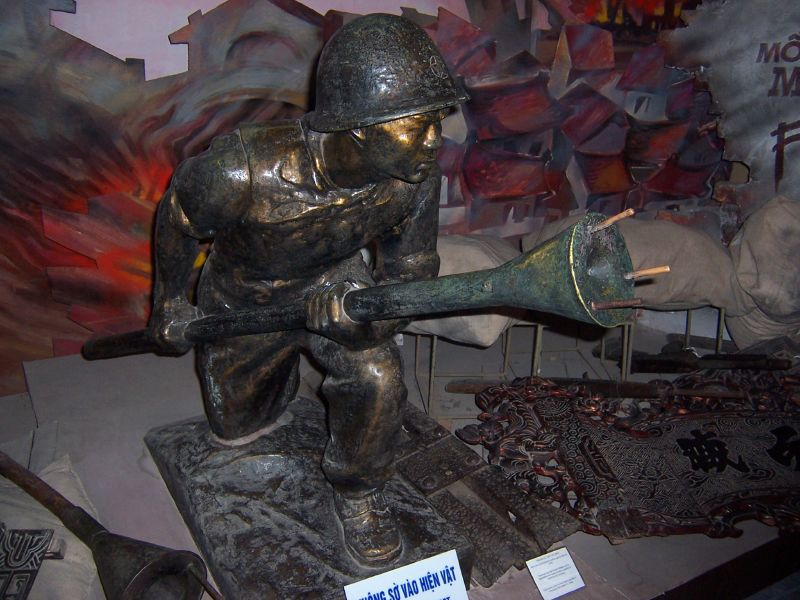
Uma estátua de um soldado do Viet Minh segurando uma mina de investida AT. Em vietnamita, a mina é chamada bom ba càng, que significa literalmente "bomba de três garras".

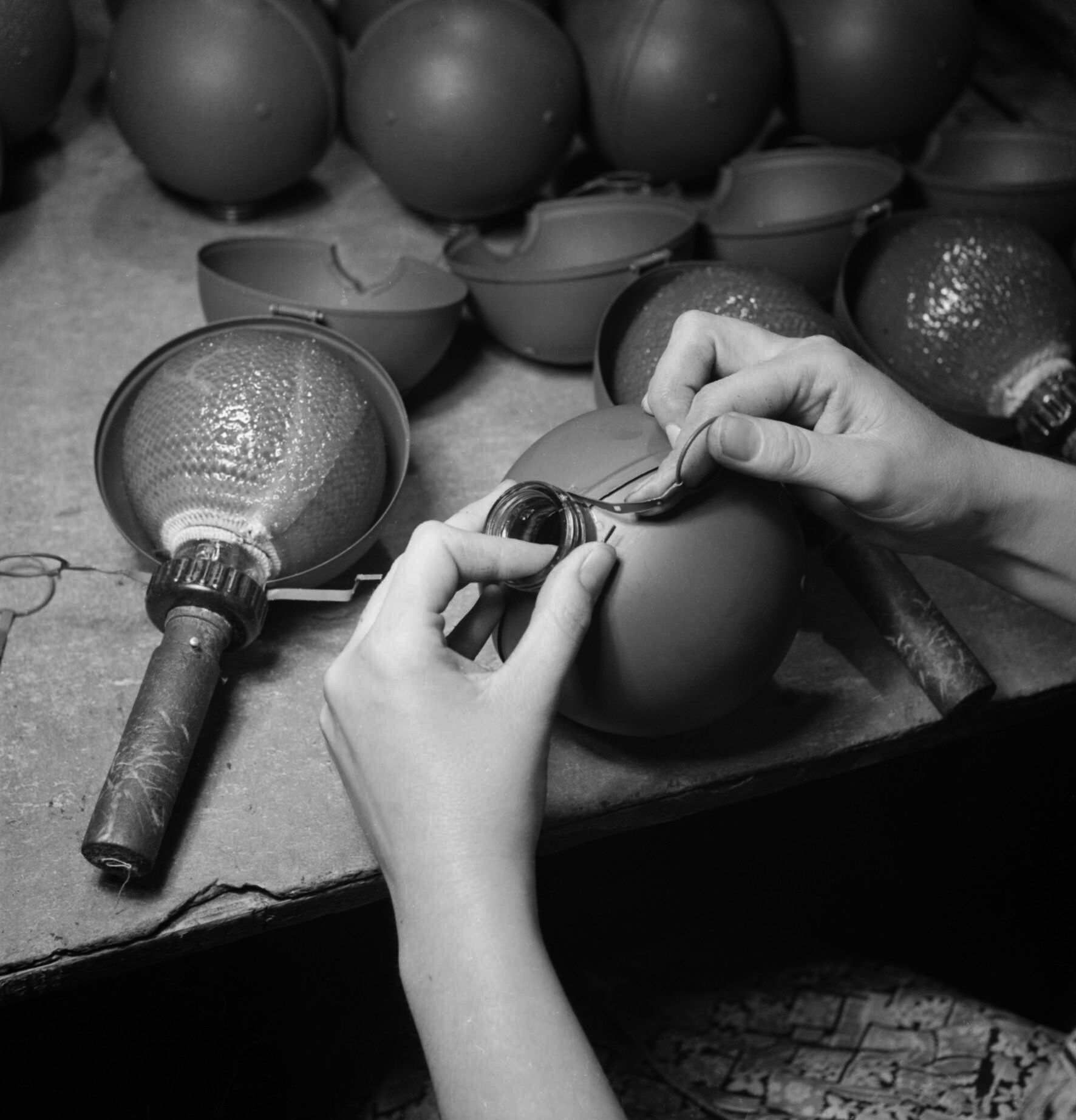
Bomba adesiva em produção.

- Embora pouco sofisticada, a carga de mochila foi uma arma antitanque eficaz durante a Segunda Guerra Mundial; a explosão podia cortar as lagartas de um tanque, danificar componentes internos ou ferir a tripulação.
- Mina Hawkins.
- A Wehrmacht empregou a mina de sobre lagarta Goliath, um veículo de demolição não-tripulado.
- A União Soviética empregou cães antitanque durante a Segunda Guerra Mundial, com sucesso muito limitado; como contrapartida ao Goliath alemão, o Teletank foi usado como um tanque não-tripulado controlado remotamente.
- As forças japonesas empregaram ataques suicidas com minas antitanque montadas em postes, denominadas minas de investida, durante o final da Segunda Guerra Mundial.  No Vietnã, minas semelhantes eram chamadas de bom ba càng (literalmente "bomba de três garras") devido aos três pontos de contato na cabeça de cada mina.

#### Granadas
As granadas de fragmentação comuns eram ineficazes contra tanques, então muitos tipos de granadas antitanque foram desenvolvidos. Elas variavam desde projetos de carga oca (por exemplo, a granada AT britânica nº 68) até aquelas que simplesmente continham muito explosivo (a granada britânica nº 73). Para aumentar sua eficácia, algumas granadas foram projetadas para aderir ao tanque por meio de um adesivo (Granada antitanque nº 74) ou com um ímã. Os alemães usaram uma granada magnética, a Hafthohlladung, para garantir que a carga moldada disparasse no ângulo ideal de 90° em relação à blindagem.
Havia também um tipo especial de granada chamada Nebelhandgranaten ou Blendkörper ("granadas de mão de fumaça"), que supostamente eram lançadas sobre uma saída de ar e enchiam o tanque com fumaça, amplamente usada por ambos os lados na Segunda Guerra Mundial. Os coquetéis molotov também foram muito utilizados, especialmente na Guerra de Inverno, já que os primeiros tanques (como o T-26) eram muito vulneráveis a eles, mas os tanques mais recentes exigiam uma garrafa bem jogada diretamente sobre o compartimento do motor para ter algum efeito.
No geral, as armas antitanque de arremesso sofriam de uma série de desvantagens. Além do alcance inerentemente curto, elas exigiam mira cuidadosa para serem eficazes, e aqueles que dependiam de força explosiva eram frequentemente tão poderosos que o usuário tinha que se proteger imediatamente.
Além disso, com granadas lançadas à mão, a necessidade do atacante se aproximar do tanque tornava-o excepcionalmente vulnerável a contra-ataques do tanque (normalmente por metralhadora) ou da infantaria – tropas montadas ou desmontadas – que acompanhavam o tanque. No entanto, se o atacante estivesse muito baixo em relação ao solo e muito próximo do tanque – por exemplo 30 passos (9,1m) ou menos – poderia ser impossível para a tripulação do tanque ver o atacante. 

### Táticas

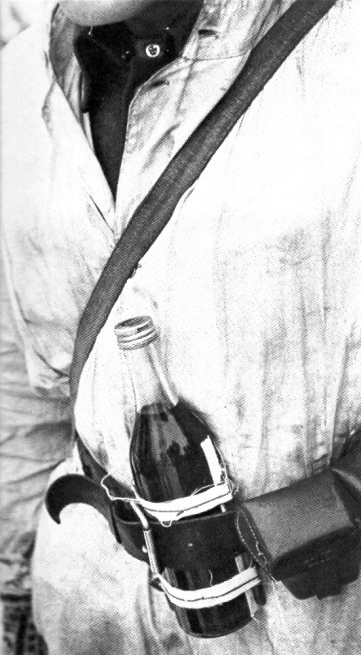
Um soldado finlandês com um coquetel molotov na Guerra de Inverno de 1939–40.

As táticas antitanque desenvolveram-se rapidamente durante a guerra, mas seguiram caminhos diferentes em diferentes exércitos, com base nas ameaças que enfrentavam e nas tecnologias que eram capazes de produzir. Muito pouco desenvolvimento ocorreu no Reino Unido porque as armas disponíveis em 1940 foram consideradas adequadas para enfrentar tanques italianos e alemães durante a maior parte da Campanha do Norte da África. Portanto, sua experiência não conseguiu influenciar a doutrina antitanque do Exército dos EUA antes de 1944. A partir de 1941, as táticas antitanque alemãs desenvolveram-se rapidamente como resultado da surpresa com os projetos de tanques soviéticos até então desconhecidos, forçando a introdução de novas tecnologias e novas táticas. O Exército Vermelho também enfrentou um novo desafio na guerra antitanque após perder a maior parte de sua frota de tanques e uma parte considerável de seus canhões com capacidade antitanque.
As táticas antitanque durante a guerra eram amplamente integradas à postura ofensiva ou defensiva das tropas apoiadas, geralmente infantaria. A maioria das táticas antitanque depende da eficácia do alcance das várias armas e sistemas de armas disponíveis. Elas são divididas da seguinte forma:
- Alcance operacional através do horizonte (alcance de 20–40km)
Aviões bombardeiros e artilharia de longo alcance
- Áreas de preparação tática (alcance de 7–20km)
Aeronaves de ataque terrestre e artilharia de campanha, incluindo LMF
- Área de formação de zona tática e zona de combate de retaguarda (alcance de 2–7km)
Canhões antitanque pesados e morteiros
- Zona de combate tático avançada (alcance de 1–2km)
Canhões e tanques antitanque desdobrados na defesa
- Distância de engajamento (alcance de 200–1000m)
Minas e fuzis antitanque
- Distância de combate corpo-a-corpo (alcance de 25–200m)
Armas antitanque de infantaria

A cooperação terra-ar ainda não era sistemática em nenhum exército da época, mas, com avisos suficientes, aeronaves de ataque terrestre podiam dar suporte às tropas terrestres, mesmo durante um ataque inimigo, na tentativa de interceptar as unidades inimigas antes que elas entrassem na zona de combate tático. Várias cargas de bombas podiam ser usadas dependendo do tipo de unidade de tanques envolvida no momento ou de quem são as tropas que a acompanham. Esta é uma forma indireta de guerra antitanque, na qual os tanques são impedidos de sequer alcançar o combate.
A artilharia de campanha era particularmente eficaz ao disparar contra formações de tanques porque, embora raramente conseguisse destruir um tanque por penetração direta, ela causava crateras severas na área, impedindo que os tanques se movessem, fazendo com que se tornassem alvos quase estacionários para as aeronaves de ataque terrestre, ou interrompendo a programação inimiga e permitindo que suas próprias tropas tivessem mais tempo para preparar sua defesa.

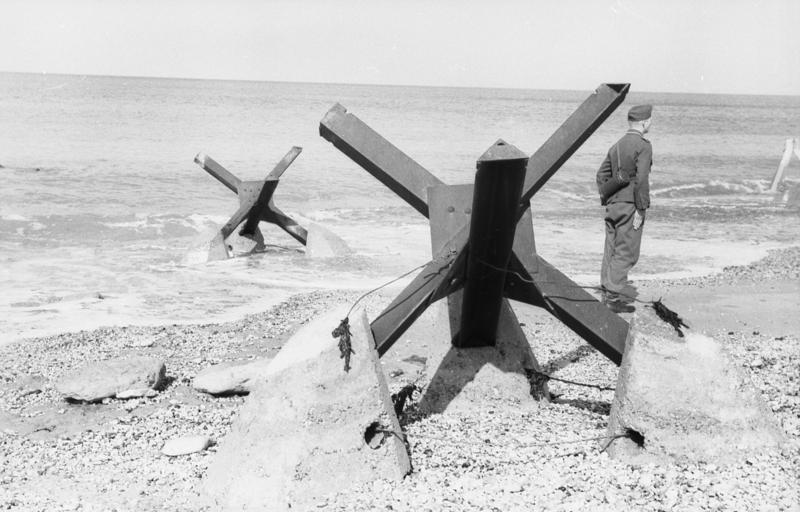
Exemplos de ouriços checos posicionados na Muralha do Atlântico nas proximidades de Calais.

A defesa antitanque propriamente dita foi projetada em 1942 no estilo da Primeira Guerra Mundial, com diversas linhas de trincheiras preparadas incorporando armas antitanque de diferentes capacidades. Dependendo do terreno e da linha de visão disponível, os canhões de longo alcance podiam começar a atirar em tanques que se aproximavam a uma distância de até 2 quilômetros, que também era o alcance em que os artilheiros dos tanques alemães Panther e Tiger eram treinados para atirar. Os canhões antitanque geralmente eram utilizados para cobrir terrenos mais adequados para tanques e eram protegidos por campos minados colocados a cerca de 500 metros a 1 quilômetro de suas posições por engenheiros de combate. No Exército Vermelho, as unidades de fuzileiros antitanque seriam posicionadas ao longo da linha de trincheiras avançada e atacariam os tanques mais leves e quaisquer outros veículos, como meias-lagartas de infantaria, na tentativa de separá-los dos tanques. Os canhões antitanque posicionados mais atrás muitas vezes seguravam o fogo até que os tanques inimigos estivessem dentro do alcance mais efetivo de sua munição. Onde não havia armas antitanque suficientes, os engenheiros construíam obstáculos antitanque, como dentes de dragão ou ouriços tchecos.
Acreditava-se que canhões antitanque rebocados eram o principal meio de derrotar tanques. Na Batalha de Kursk, por exemplo, o Exército Vermelho mobilizou mais regimentos de artilharia do que regimentos de infantaria e a densidade de canhões rebocados atingiu mais de 20 canhões por quilômetro de zona tática defendida. Um canhão rebocado era muito mais barato que um tanque e podia ser escondido em uma posição rasa. Quando o tempo permitia, era possível construir abrigos com cobertura aérea resistente. Canhões posicionados em contra-encostas e em posições de flanco poderiam prejudicar os tanques atacantes. No entanto, as equipes de peça eram vulneráveis à artilharia, ao fogo de morteiros e à infantaria inimiga. Suas posições tinham que ser cuidadosamente selecionadas e, uma vez engajadas, geralmente não podiam ser redesdobradas. A experiência sugere fortemente que armas antitanque rebocadas eram menos eficazes do que armas antitanque autopropulsadas e sofriam maiores perdas.
A tática de emboscar blindados inimigos a distâncias de tiros rasantes foi aperfeiçoada durante a Segunda Guerra Mundial. Alguns combatentes, como o Exército Vermelho Soviético, criaram doutrina e usaram-no para atacar blindados alemães pesados a distâncias e ângulos ideais. Canhões antitanque autopropulsados eram raros no início da Segunda Guerra Mundial, embora o Exército Belga tenha desdobrado alguns caça-tanques T.15 e o Exército Francês estivesse desenvolvendo vários projetos sobre rodas e lagastas. As vantagens da mobilidade e até mesmo da proteção de blindagem fina eram tão atraentes que a maioria dos exércitos estava usando canhões AT autopropulsados em meados da guerra. Exemplos dessas armas incluem o M10 GMC americano, o Jagdpanzer IV alemão e o SU-85 soviético.

#### Ataque aproximado de infantaria

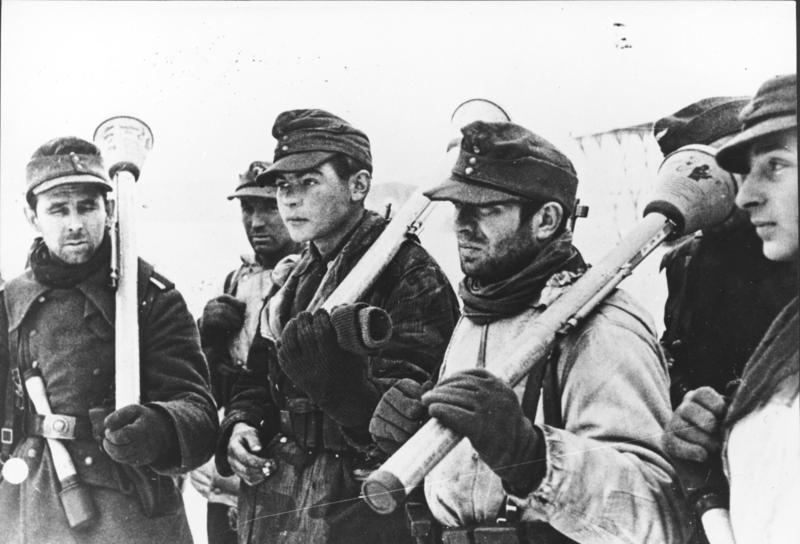
Soldados alemães armados com Panzerfaust na Frente Oriental, em 1945.

O tanque ainda é vulnerável à infantaria, especialmente em áreas fechadas ou edificadas. Terrenos acidentados podem expor a blindagem do piso, e terrenos altos, como prédios de vários andares, podem expor a blindagem do topo. Seu grande tamanho e alto ruído podem permitir que a infantaria inimiga localize, rastreie e evite tanques até que surja uma oportunidade de contra-ataque.
Como as tripulações dos tanques têm visibilidade limitada de dentro do tanque, a infantaria pode chegar perto do tanque se houver ocultação suficiente e se as escotilhas estiverem fechadas. Se os tripulantes dos tanques "desabotoarem" para melhor visibilidade, eles se tornam vulneráveis a disparos de armas portáteis, granadas e coquetéis molotov. Um soldado de infantaria não pode ser alvo do canhão principal de um tanque quando estiver próximo, pois o canhão não pode abaixar o suficiente. No entanto, armas de defesa corpo a corpo, como portas de pistola e metralhadoras montadas no casco e coaxiais, davam-lhes alguma proteção.
Embora muitas armas antitanque portáteis de infantaria não penetrem na blindagem frontal de um tanque, elas podem penetrar na parte superior, traseira e laterais, que são menos blindadas. Armas antitanque podem danificar as lagartas ou o trem de rolagem, causando um abate de mobilidade. Os primeiros tanques da Segunda Guerra Mundial tinham fendas de visão abertas pelas quais era possível disparar tiros para ferir a tripulação. As fendas dos tanques mais recentes tinham vidros grossos, miras e periscópios que ainda podiam ser danificados por armas portáteis e potentes, como fuzis antitanque e metralhadoras pesadas, prejudicando a tripulação. Se tudo mais falhar, a escotilha também pode ser forçada a abrir e granadas podem ser lançadas para dentro, embora modelos de tanques mais recentes geralmente tenham escotilhas projetadas para serem difíceis de abrir pelo lado de fora.
Os tanques também eram vulneráveis a minas antitanque colocadas manualmente. A infantaria chegou a imobilizar tanques usando um conjunto de placas cobertas com folhas e terra como minas falsas — o artifício sendo ampliado pela visão obscurecida da tripulação — a infantaria pode então atacar o tanque parado. Esta tática foi ensinada à Guarda Nacional Britânica durante a Segunda Guerra Mundial, uma vez que eles não recebiam frequentemente armas antitanque de longo alcance.  Em alguns casos, na Segunda Guerra Mundial, uma tática de alguns soldados de infantaria era correr diretamente para um tanque, evitando seu canhão principal e metralhadoras, despejar gasolina sobre o tanque e incendiá-lo, às vezes bloqueando a saída, queimando a tripulação viva.
No exército japonês, o uso de cargas de mochila e cargas de vara era generalizado. Embora as cargas pudessem nocautear qualquer tanque aliado, a tática era de alcance extremamente curto e os sapadores eram vulneráveis às armas aliadas.

#### Ataque suicida

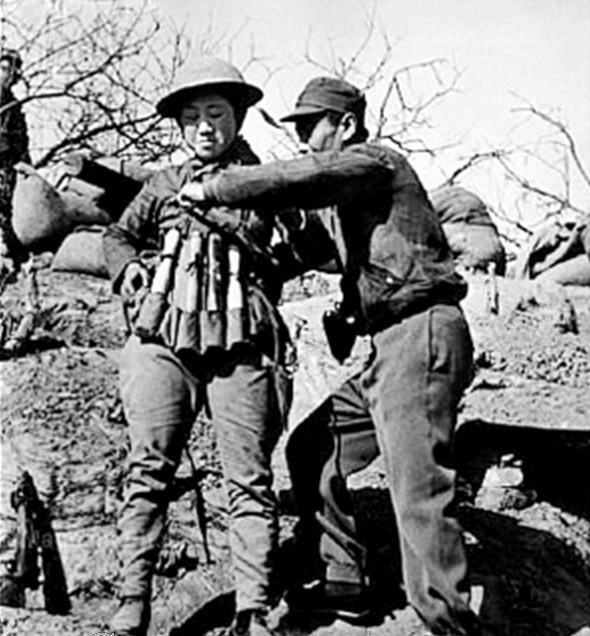
Homem-bomba chinês vestindo um colete explosivo feito de granadas de mão Modelo 24 para usar em um ataque contra tanques japoneses na Batalha de Taierzhuang.

Tropas chinesas na Segunda Guerra Sino-Japonesa usaram ataques suicidas contra tanques japoneses. As tropas chinesas amarraram explosivos, como granadas ou dinamite, aos seus corpos e atiraram-se sob os tanques japoneses para os fazer explodir.  Esta tática foi usada durante a Batalha de Xangai, onde um homem-bomba chinês parou uma coluna de tanques japoneses explodindo-se sob o tanque da frente,  e na Batalha de Taierzhuang, onde dinamite e granadas foram amarradas por tropas chinesas que avançaram contra os tanques japoneses e se explodiram.       Durante um incidente em Taierzhuang, os bombistas suicidas chineses destruíram quatro tanques japoneses com granadas.  
Os tanques norte-coreanos foram atacados pelos sul-coreanos com táticas suicidas durante a invasão norte-coreana do Sul.   Os tanques americanos em Seul foram atacados por esquadrões suicidas norte-coreanos,  que usaram cargas de mochila.  Um soldado norte-coreano que explodiu um tanque americano com uma bomba suicida chamado Li Su-Bok é saudado como um herói na propaganda norte-coreana.  Durante a Guerra Irã-Iraque, o iraniano Mohammad Hossein Fahmideh se explodiu sob um tanque iraquiano com uma granada. Segundo o escritor sudanês Mansour Al-Hadj, os jihadistas sudaneses foram treinados para atacar tanques inimigos através de ataques suicidas. 

## Guerra da Coreia
O ataque inicial das forças norte-coreanas do EPC durante a Guerra da Coreia foi auxiliado pelo uso de tanques soviéticos T-34-85.  Um corpo de tanques norte-coreano equipado com cerca de 120 T-34 liderou a invasão. Eles avançaram contra um exército da República da Coreia com poucas armas antitanque adequadas para lidar com os T-34 soviéticos.  Os tanques norte-coreanos tiveram muitos sucessos iniciais contra a infantaria sul-coreana, elementos da 24ª Divisão de Infantaria, e os tanques leves M24 Chaffee de fabricação americana que encontraram.   Para as forças da ONU, a interdição aérea por aeronaves de ataque ao solo era o único meio de retardar o avanço dos blindados norte-coreanos. A maré virou a favor das forças das Nações Unidas em agosto de 1950, quando os norte-coreanos sofreram grandes perdas de tanques durante uma série de batalhas nas quais as forças da ONU trouxeram equipamentos mais pesados para desenvolver uma função antitanque, incluindo tanques médios M4A3 Sherman dos EUA apoiados por tanques pesados M26 Pershing e M46 Patton, junto com os tanques britânicos Centurion, Churchill e Cromwell. 
Nos EUA, o lançador de foguetes bazuca M9A1 de 60mm evoluiu para o mais potente M20 "Super Bazooka" de 89mm, que foi usada com bons resultados contra pontas de lança blindadas norte-coreanas durante a Guerra da Coreia. Entretanto, o M20 provou ser difícil e pesado para transportar a pé por longas distâncias. O foguete antitanque, desenvolvido pela Marinha, também se mostrou eficaz contra tanques norte-coreanos.

## Guerra Fria

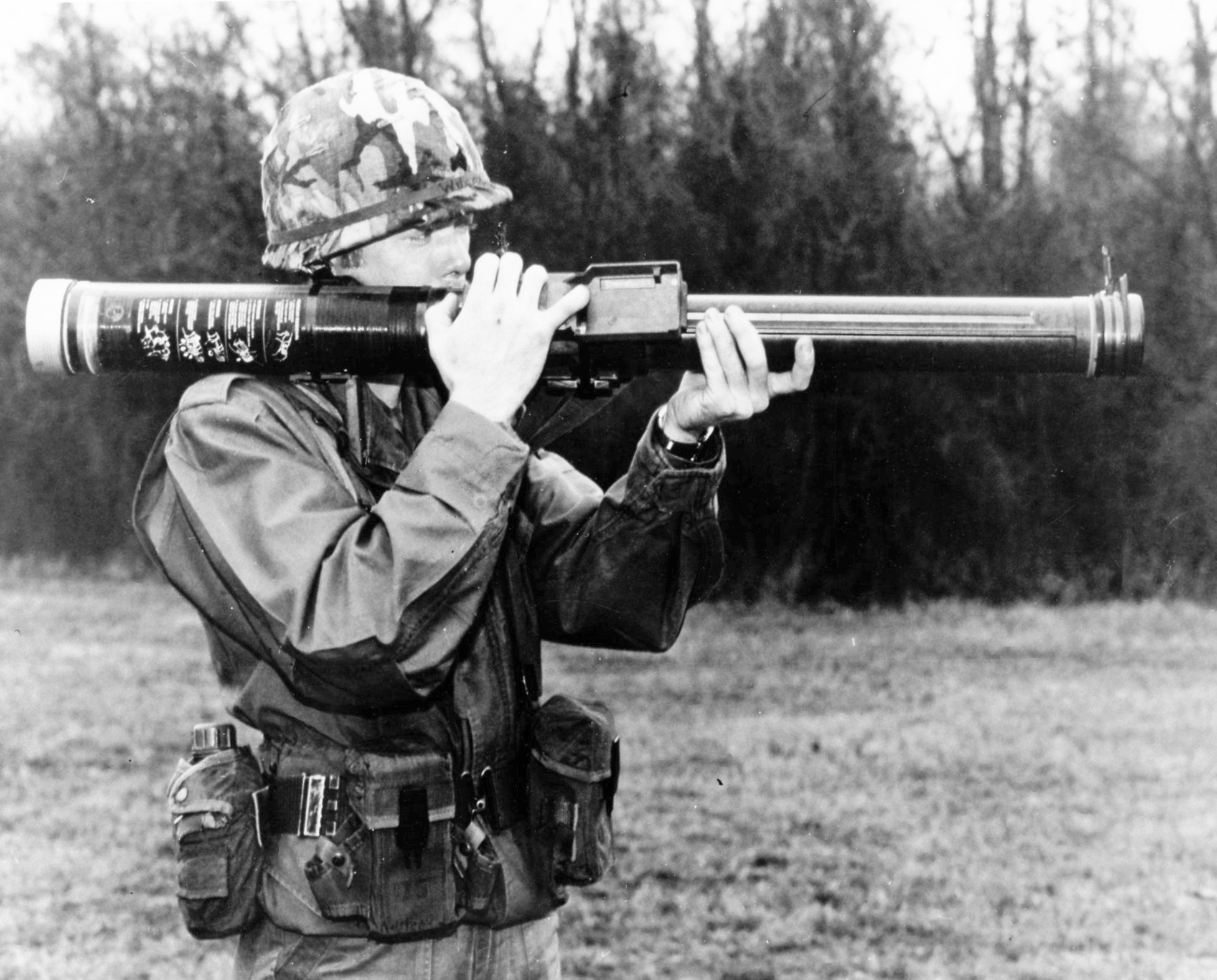
Um soldado se preparando para disparar o FGR-17 Viper, um foguete antitanque experimental americano descartável.

Na era da Guerra Fria, o HEAT se tornou uma escolha quase universal fora das unidades de artilharia e tanques. Os britânicos desenvolveram a ogiva de alto explosivo HESH (em inglês:  High-explosive squash head) como uma arma para atacar fortificações durante a guerra e descobriram que ela era surpreendentemente eficaz contra tanques. Embora esses sistemas permitissem que a infantaria enfrentasse até os maiores tanques e, como o HEAT, sua eficácia fosse independente do alcance, a infantaria normalmente operava em curto alcance. Uma grande influência na guerra antitanque veio com o desenvolvimento e a evolução dos mísseis guiados antitanque (ATGM), que podiam ser disparados por operadores de infantaria, de veículos terrestres e por aeronaves. O uso crescente de táticas de armas combinadas permitiu que a infantaria atacante suprimisse as equipes antitanque de forma eficaz, o que significa que eles normalmente conseguiam disparar apenas um ou dois tiros antes de serem contra-atacados ou forçados a se mover.

### Aeronave

#### Asa fixa
Aeronaves da Guerra Fria, como o A-10 Thunderbolt II e o SU-25 Frogfoot, foram construídas especificamente para apoio aéreo aproximado, incluindo destruição de tanques. Eles podem usar uma variedade de armamentos, incluindo canhões automáticos antitanque de grande calibre ou canhões automáticos rotativos, mísseis ar-superfície (por exemplo, AGM-65 Maverick), rajadas de foguetes não-guiados e várias bombas (não-guiadas ou guiadas a laser e com ou sem submunições, como as bombas HEAT, um exemplo das quais seria a bomba de fragmentação CBU-100).

#### Helicóptero

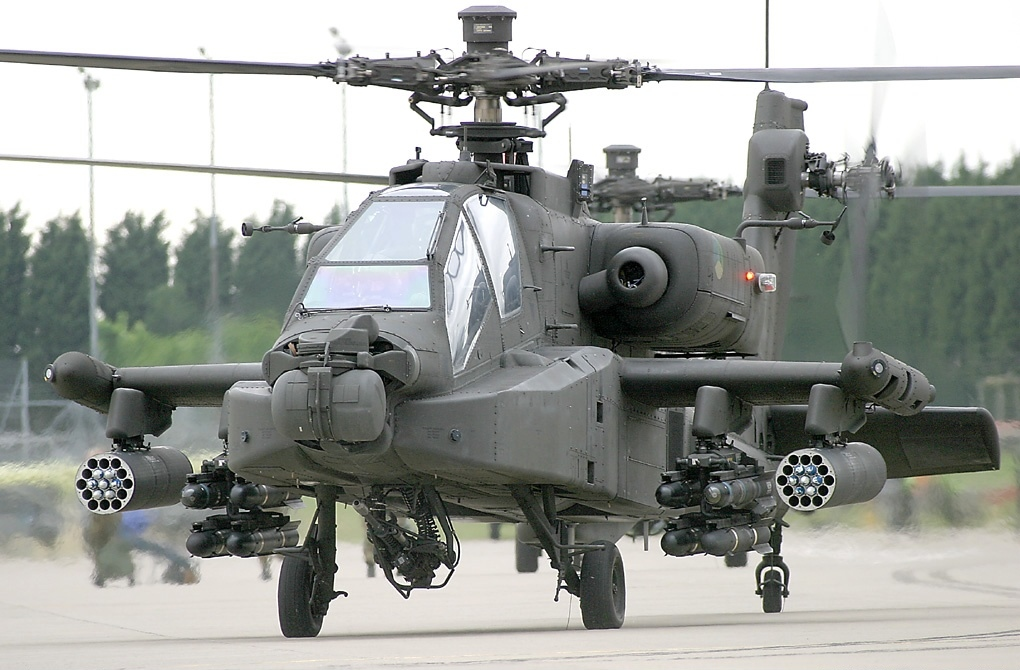
AH-64 Apache, um helicóptero antitanque com oito mísseis AGM-114 Hellfire

Os mísseis antitanque guiados foram usados pela primeira vez em helicópteros pelos franceses no final da década de 1950, quando montaram mísseis guiados por fio SS.11 em helicópteros Alouette II.  Inicialmente, houve muitos problemas; no entanto, as possibilidades, como a capacidade de atacar a parte superior do tanque, que tinha blindagem mais leve, eram claras. Embora a colocação de armas em helicópteros (provavelmente) remonte a 1955 com o Bell 47, o primeiro helicóptero de ataque específico que entrou em produção em massa foi o Bell AH-1 Cobra em 1966. O AH-1 foi equipado com mísseis TOW em 1973 para capacidade antitanque. 
O helicóptero antitanque armado com ATGW (em inglês:  Anti-Tank Guided Weapons) ou canhões antitanque é uma das maiores ameaças a um tanque moderno. O helicóptero pode se posicionar onde não seja facilmente visto de dentro de um tanque e então atacar de qualquer lado, expondo as partes mais fracas da blindagem do tanque. A visibilidade limitada de um tanque fechado também dificulta a observação de um helicóptero.
A maioria dos ATGW lançados por helicópteros tem alcance suficiente para que, nas condições certas, possam ser disparados a uma distância muito longa de modo que o tanque não possa retaliar com suas próprias armas. Isso pode mudar com os israelenses empregando os mísseis LAHAT de 105mm e 120mm que podem ser disparados do canhão principal do MBT Merkava. Com funções antitanque e anti-helicóptero, ele nivela um pouco o campo de jogo. O tanque indiano Arjun também foi modificado para disparar este míssil. A República Popular da China desenvolveu mísseis lançados por canhão de 100mm baseados em projetos russos, como o GP2 (baseado no Bastion russo). Foi relatado que ele atingiu alvos aéreos com sucesso e é um míssil antitanque. Mísseis semelhantes estão disponíveis para tanques chineses equipados com o canhão de 105mm. Os russos também exibiram um sistema semelhante, porém mais avançado, no Refleks. O sistema envolve uma mira automática de um alvo aéreo/terrestre instigada por um sistema de alerta a laser.

### Artilharia
Nos últimos trinta anos, no entanto, uma variedade de projéteis de artilharia foram desenvolvidos especificamente para atacar tanques. Isso inclui projéteis guiados a laser, como o Projétil Guiado Lançado por Canhão (em inglês:  Cannon Launched Guided Projectile, CLGP) Copperhead dos Estados Unidos, que aumenta as chances de um acerto direto. Alguns desses CLGP (incluindo o Copperhead) têm ogivas HEAT em vez de HE comuns. Munições de dispersão guiadas e não-guiadas e submunições também foram desenvolvidas: um obus de artilharia contendo várias munições menores projetadas para atacar um tanque. Uma bateria de seis canhões pode disparar centenas de submunições em um ou dois minutos. Em uma forma, um obus explode no ar acima de um ou mais tanques e várias bombas ou granadas de carga moldada (HEAT) ou de alto explosivo de duplo propósito (em inglês:  High-explosive dual-purpose, HEDP) caem sobre eles. Qualquer um que atinja um tanque tem uma boa chance de causar dano, já que está atingindo uma blindagem de topo fina. Outra forma espalha uma série de pequenas minas antitanque no caminho do tanque, que provavelmente não penetrarão na blindagem, mas podem danificar a lagarta, deixando o tanque imóvel e vulnerável.
Mais sofisticadas são as submunições com capacidade de direcionamento. Mais uma vez o obus explode acima da posição do tanque e dispara diversas submunições. As munições contêm alguns circuitos para identificar tanques, como infravermelho ou radar milimétrico. Quando um tanque é identificado, um propulsor de foguete é disparado para disparar o projétil contra o tanque. Essas munições geralmente descem de paraquedas, para dar tempo de aquisição do alvo e ataque. O CLGP pode ser disparado do canhão principal do tanque (105mm, 120mm e 125mm) e tubos de artilharia médios (122mm, 130mm, 152mm e 155mm). Também houve desenvolvimento de munições de morteiro guiadas de médio e grande porte (81mm, 82mm e 120mm) com orientação interna (por exemplo, infravermelho ou radar) ou externa (designador laser).

### Mísseis
O desenvolvimento dos sistemas de mísseis filoguiados, ou armas guiadas antitanque (ATGW), entrou em uso no final dos anos 1950 e 1960, e podia derrotar qualquer tanque conhecido a distâncias além daquelas dos canhões da infantaria que o acompanhava. O Reino Unido, a França e outros países da OTAN foram os primeiros a desenvolver tais armas (por exemplo, o míssil Malkara pelo Reino Unido e pela Austrália em 1958). A União Soviética, e agora a Rússia, desenvolveram amplamente essas armas; o primeiro modelo portátil a entrar em serviço foi o AT-3, em 1961. Os Estados Unidos foram um dos últimos, lançando o BGM-71 TOW em 1970.
Por um tempo, pareceu que o tanque era um beco sem saída. Uma pequena equipe de infantaria com alguns mísseis em uma posição bem escondida poderia enfrentar vários dos maiores e mais caros tanques. Na Guerra do Yom Kippur de 1973, os mísseis filoguiados soviéticos de primeira geração empregados pelas forças egípcias infligiram pesadas baixas em unidades de tanques israelenses, causando uma grande crise de confiança para os projetistas de tanques.
Sistemas de proteção ativa, como o sistema de proteção ativa Arena russo, estão começando a ser mais comuns, com sistemas semelhantes, como o sistema de proteção ativa Punho de Ferro israelense. O tanque pode estar se recuperando por conta dos sistemas de defesa ativos, que interceptam projéteis em pleno ar. Isso pode permitir que o tanque seja competitivo no campo de batalha novamente.

### Armas

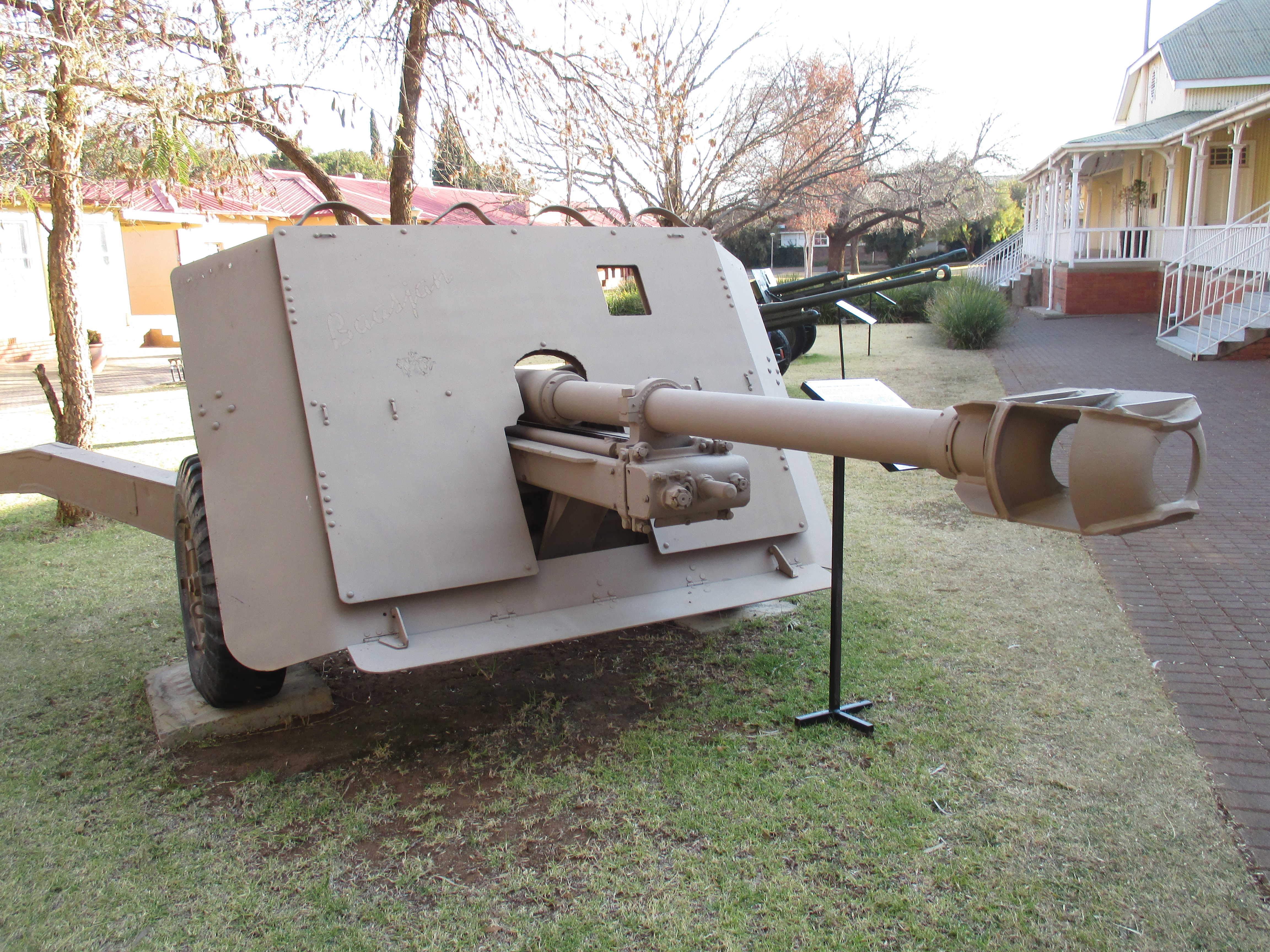
Canhão de tanque sul-africano adaptado a uma carruagem de OQF de 17 libras.

As armas antitanque continuaram a ser usadas em vários conflitos após a Segunda Guerra Mundial em todo o mundo, como na Guerra dos Seis Dias  e na Guerra de Fronteira Sul-Africana.  Os canhões antitanque soviéticos, em particular, foram exportados para pelo menos dezoito outros países depois de terem sido retirados do serviço e continuaram a ser utilizados.  Em vez de desenvolver artilharia antitanque especializada, algumas nações, incluindo a África do Sul e Israel, enxertaram canhões de tanques obsoletos em carruagens rebocadas para uso nessa função. 

### Minas
Devido à maior sofisticação do tanque e ao suporte de engenharia disponível às unidades de tanques para detectar e neutralizar campos minados, um esforço considerável foi feito para desenvolver uma tecnologia de minas antitanque mais eficaz, na tentativa de negar espaço de manobra às formações lideradas por tanques ou canalizar seu movimento para vias de abordagem inadequadas.

### Infantaria

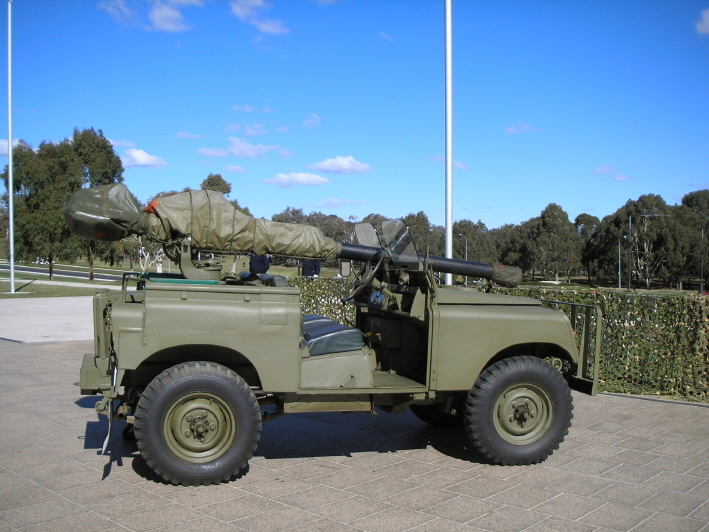
O Land Rover Série 2 "gunbuggy" do Exército Australiano com um canhão sem recuo M40 usado na função antitanque.

A busca por um sistema de lançamento mais adequado e de maior alcance ocupou grande parte do período imediatamente posterior à guerra. Os EUA investiram no canhão sem recuo, fornecendo um projeto de calibre 75mm amplamente utilizado e os menos comuns de 90mm e 106mm (este último geralmente era montado em vez de manuseado pela infantaria). Os 106mm formaram a base de um veículo antitanque dedicado, o tanque Ontos, que montava seis canhões de 106mm. O Exército Australiano também equipou canhões sem recuo M40 em veículos Land Rover Série 2 para uso em funções antitanque. A União Soviética também construiu canhões sem recuo em vários calibres destinados a serem usados como armas antitanque, mais comumente de 73mm, 82mm e 110mm (apenas o 73mm continua em serviço com o exército russo até hoje, embora os outros dois possam ser encontrados em todo o mundo devido à ajuda militar soviética durante a Guerra Fria). Os britânicos usaram um projeto de 120mm para equipar unidades de infantaria, a série BAT, que serviu da década de 1950 até ser substituída pelo MILAN, mas era geralmente muito pesada para uso de infantaria e tinha que ser rebocado ou montado em um veículo para manobrabilidade.
Os soviéticos desenvolveram o RPG-2 a partir do Panzerfaust 150 alemão. Desenvolvimentos posteriores levaram ao onipresente RPG-7. O RPG-7 é uma das armas antitanque mais utilizadas, preferida principalmente por soldados de forças armadas irregulares. O RPG-7 podia disparar uma variedade de ogivas diferentes, desde ogivas termobáricas até ogivas HEAT de carga única ou tandem contra tanques equipados com blindagem reativa explosiva. O RPG-7 tem um longo histórico de combate e foi usado na maioria das guerras, desde a Guerra do Vietnã até as guerras atuais. Nos tempos modernos, o RPG-7 é geralmente usado em ambientes urbanos, o que aumentaria sua eficácia devido ao curto alcance envolvido. No entanto, o envelhecido RPG-7 evoluiu para o ainda mais potente RPG-29, que provou seu valor em conflitos no Oriente Médio, danificando os tanques de batalha principais Merkava IV,  Challenger 2  e M1 Abrams. 

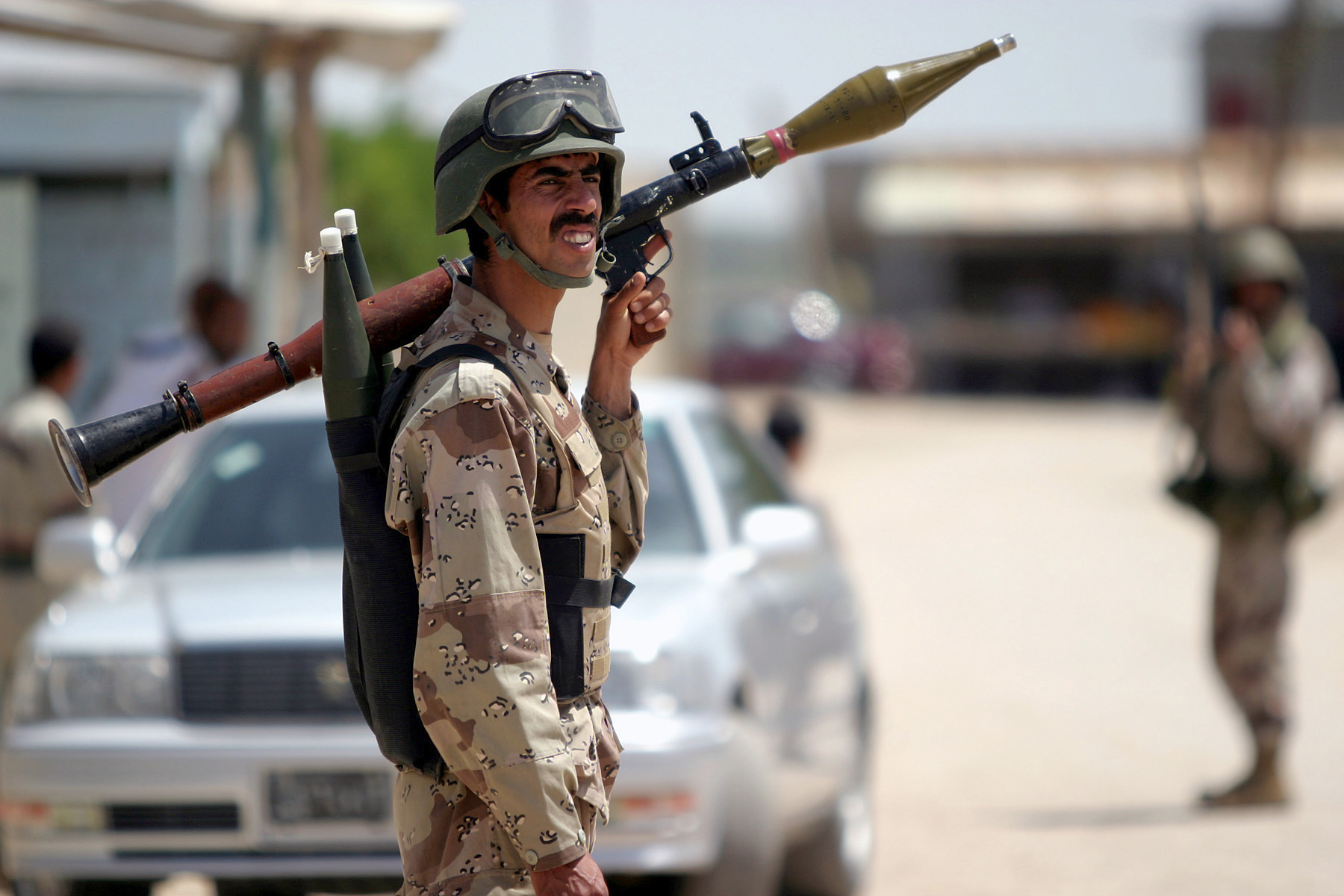
RPG-7 soviético portado por um soldado iraquiano.

Na década de 1960, o Exército dos EUA adotou o foguete M72 LAW, um lançador de foguetes leve e dobrável com capacidade de penetrar espessuras moderadas da blindagem inimiga. Durante a Guerra do Vietnã, a arma foi usada principalmente contra as construções defensivas e posições do EPV e do Viet Cong, pois houve poucos encontros com blindados inimigos. No geral, o LAW foi considerado um sucesso, embora seu sistema de ignição frequentemente sofresse falhas devido ao calor e à umidade das selvas vietnamitas. O LAW foi substituído pelo AT4 (M136).

### Táticas
As mudanças nas táticas antitanque desde a Segunda Guerra Mundial vieram principalmente do surgimento de novas tecnologias e do aumento do poder de fogo da infantaria montada em veículos totalmente blindados. A tecnologia antitanque mais avançada tem sido o míssil guiado, que, quando acoplado a um helicóptero, pode significar que os tanques podem ser engajados além da linha de visão do solo (LOS) e em um de seus aspectos mais vulneráveis, a blindagem de topo.

## Eficácia

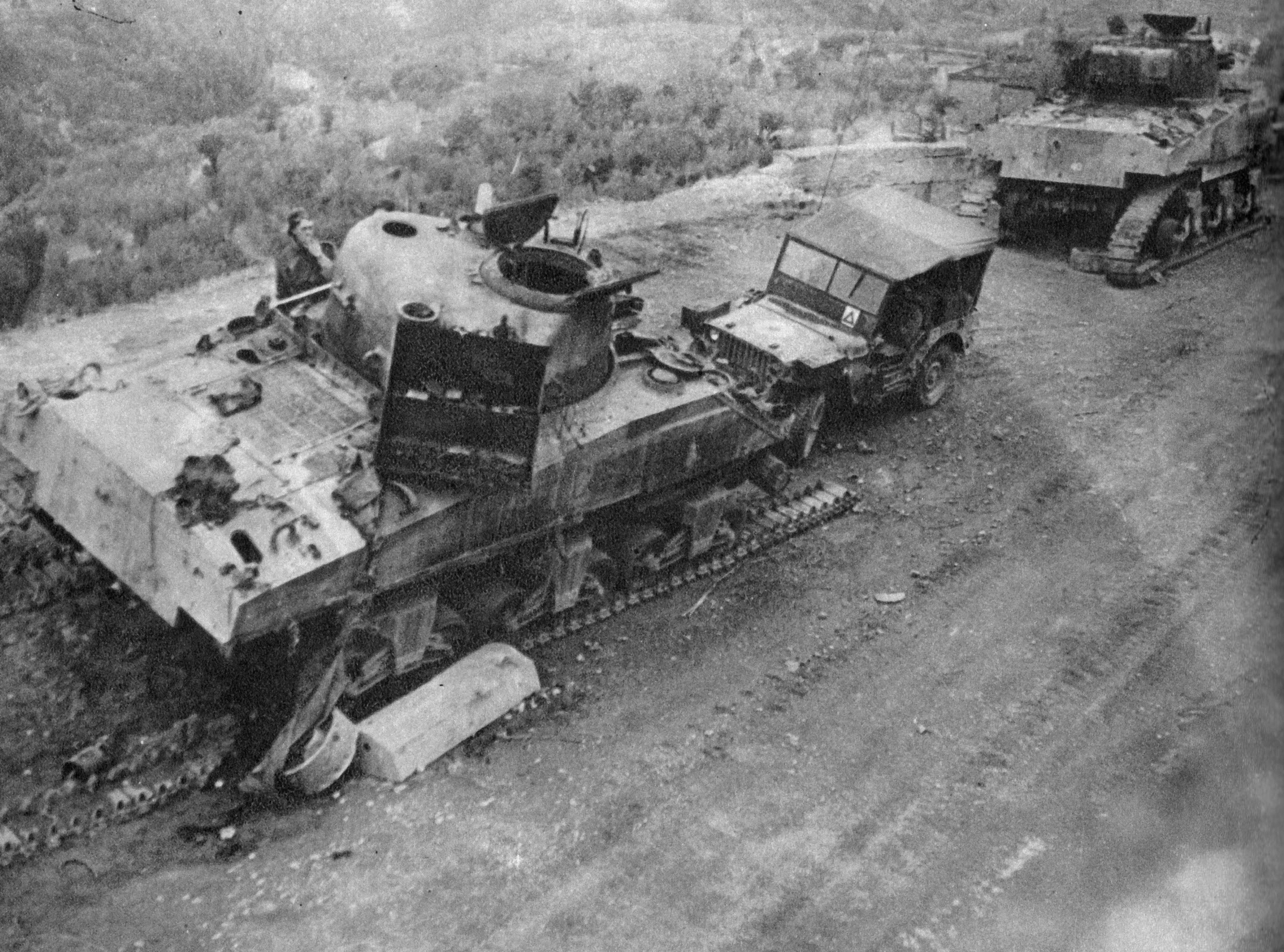
Tanques Sherman sul-africanos desativados na luta para tomar as Terras Altas de Perugia, na Itália, em 1944 – Segunda Guerra Mundial.

O efeito da guerra antitanque é destruir ou danificar tanques inimigos, ou impedir que os tanques inimigos e suas tropas de apoio manobrem, que é a principal habilidade de um tanque. No Exército dos EUA, o grau de efeito de uma arma antitanque em um veículo é chamado de "abate de mobilidade", "abate de poder de fogo" e "abate catastrófico". Em uma morte por mobilidade (M-kill), o veículo perde sua capacidade de se mover, por exemplo, ao quebrar a lagarta de um tanque ou bogey ou danificar o motor; o tanque alvo fica então imóvel, mas pode manter o uso total de suas armas (canhão principal, metralhadora pesada e metralhadoras menores) e ainda ser capaz de lutar até certo ponto. No entanto, um tanque com mobilidade reduzida é um alvo relativamente vulnerável a ataques de RPG ou coquetéis molotov, e não pode manobrar para melhores posições de tiro.
Um abate de poder de fogo (F-kill) é uma perda na capacidade do veículo de disparar suas armas. Por exemplo, um tanque pode ser atingido em seu canhão principal, tornando-o inoperante. M-kills e F-kills podem ser completos ou parciais, sendo que estes últimos correspondem a reduções na capacidade do alvo de se mover ou atirar. Um abate catastrófico (K-kill) remove completamente a capacidade do tanque de lutar; isso pode implicar na destruição completa do tanque ou na incapacitação ou morte da tripulação.

### Tendências atuais
Embora o futuro do tanque tenha sido questionado na década de 1960 devido ao desenvolvimento de mísseis antitanque, o aumento na espessura e composição da blindagem e outras melhorias no desenho dos tanques fizeram com que os sistemas operados pela infantaria não fossem mais suficientemente eficazes na década de 1970, e a introdução da blindagem Chobham pelo Exército Britânico e da blindagem reativa pelo Exército Soviético forçou o aumento do tamanho dos projéteis HEAT, tornando-os menos portáteis.
Sistemas de armas como o RPG-29 Vampir e o FGM-148 Javelin usam uma ogiva Tandem onde a primeira ogiva desabilita a blindagem reativa, enquanto a segunda ogiva derrota a blindagem do obus por meio de um HEAT ou de uma carga moldada. Hoje, a função antitanque é preenchida com uma variedade de armas, como munição de artilharia de ataque de topo portátil e mísseis, mísseis HEAT maiores disparados de veículos terrestres e helicópteros, uma variedade de canhões automáticos de alta velocidade e canhões de tanque cada vez maiores e mais pesados. Uma das primeiras lições do conflito Israel-Líbano de 2006 é a eficácia das granadas portáteis lançadas por foguetes, em particular, os RPG-29 de fabricação russa e os mísseis antitanque Metis-M, Kornet e MILAN europeus.